# Собор Святой Софии (Константинополь)
Собо́р Свято́й Софи́и — Прему́дрости Бо́жией, Святая София Константинопольская, Айя-София (греч. Ἁγία Σοφία, полностью: Ναός τῆς Ἁγίας τοῦ Θεοῦ Σοφίας; тур. Ayasofya) — памятник архитектуры в Турции. Всемирно известный памятник византийского зодчества, символ «золотого века» Византии. Самое величественное здание юстиниановской эпохи, храм построен в византийской столице в 532—537 годах. Ныне бывший патриарший православный собор, находящийся в историческом центре современного Стамбула (ранее Константинополь) в районе Султанахмет. Официальное название на сегодня — Большая мечеть Айя-София (тур. Ayasofya-i Kebir Camii).
Во времена Византийской империи Софийский собор находился рядом с императорским дворцом. В 1453 году после захвата Константинополя османами собор был обращён в мечеть, а в 1935 году он приобрёл статус музея. В 1985 году Софийский собор в числе других памятников исторического центра Стамбула был включён в состав всемирного наследия ЮНЕСКО. В 2020 году он снова стал мечетью.
Более тысячи лет Софийский собор в Константинополе оставался самым большим храмом в христианском мире — вплоть до постройки собора Святого Петра в Риме. Высота здания — 55,6 м, диаметр купола — 31 м.

## История

### Первые постройки

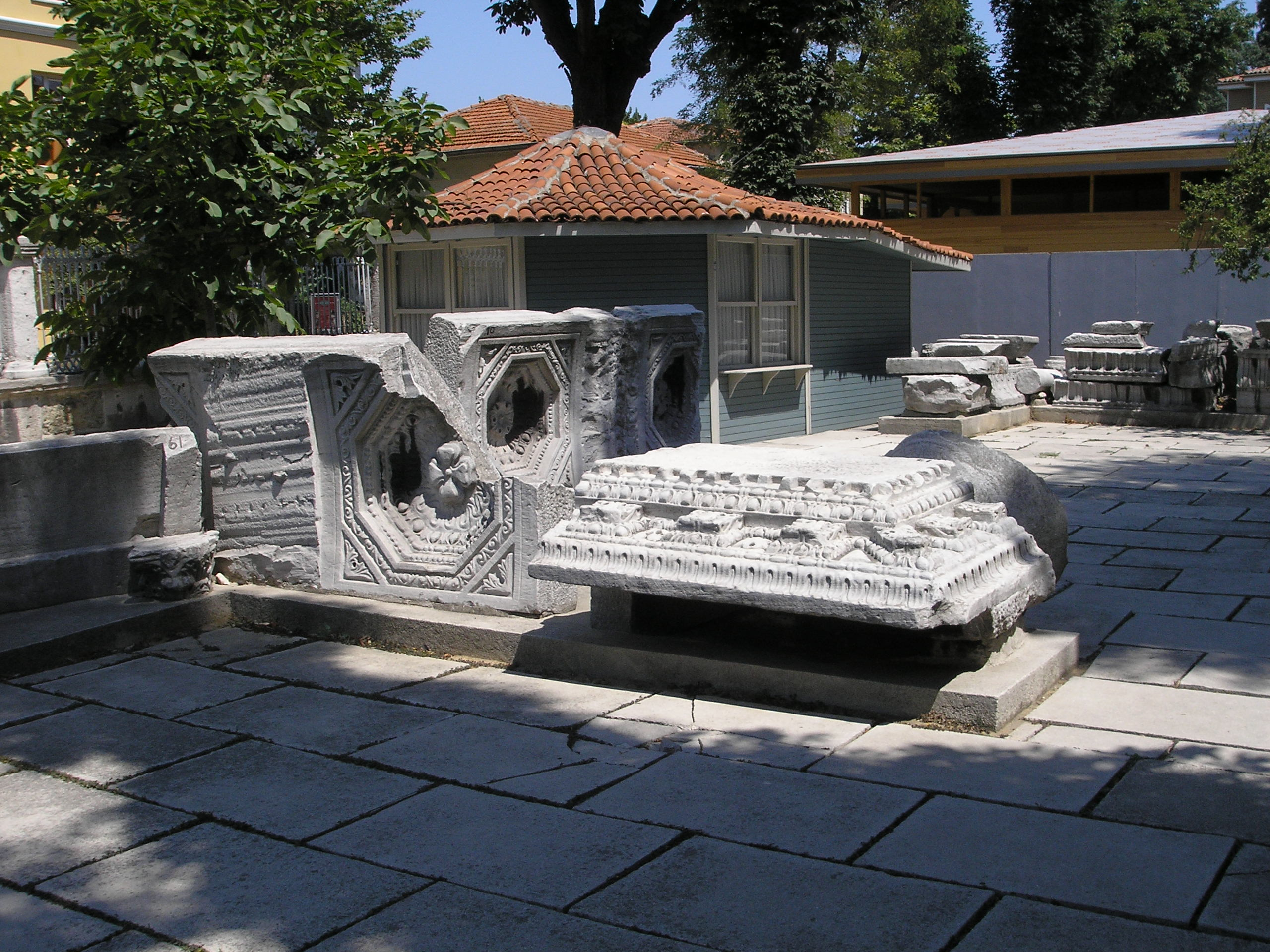
Фрагменты базилики Феодосия

Первая христианская церковь была построена на рыночной площади Августеон в 324—337 годах при императоре Константине I. У Сократа Схоластика строительство первого храма, называемого Софией, относится к правлению императора Констанция II. По мнению Н. П. Кондакова, Констанций лишь расширил постройку Константина. Сократ Схоластик сообщает точную дату освящения храма: «по возведении Евдоксия на епископский престол столицы, освящена была великая церковь, известная под именем Софии, что случилось в десятое консульство Констанция и третье кесаря Юлиана, в пятнадцатый день месяца февраля». С 360 по 380 год Софийский собор находился в руках ариан. Император Феодосий I в 380 году передал собор никенианам и 27 ноября лично ввёл в собор Григория Богослова, вскоре избранного новым константинопольским архиепископом.
Расположенные рядом храмы Святой Софии и Святой Ирины получили свои названия в честь божественных Мудрости и Мира, соответственно (что отражает позднеантичную традицию обожествления абстрактных понятий). Первый храм Софии сгорел во время народного восстания в 404 году. Построенная вновь церковь была уничтожена пожаром 415 года. Император Феодосий II повелел выстроить на этом же месте новую базилику, что было выполнено в том же году. Базилика Феодосия сгорела в 532 году во время восстания «Ника». Её руины были обнаружены лишь в 1936 году во время раскопок на территории собора.
Храмы Константина и Феодосия являлись большими вытянутыми с запада на восток пятинефными базиликами. Скудное представление о них дают только археологические находки, которые позволяют судить только о внушительных размерах и богатом мраморном убранстве. Также, основываясь на древних описаниях, археологи сделали вывод, что над боковыми нефами располагались двухъярусные галереи, подобные построенной одновременно базилике Святой Ирины.

### Юстинианова базилика

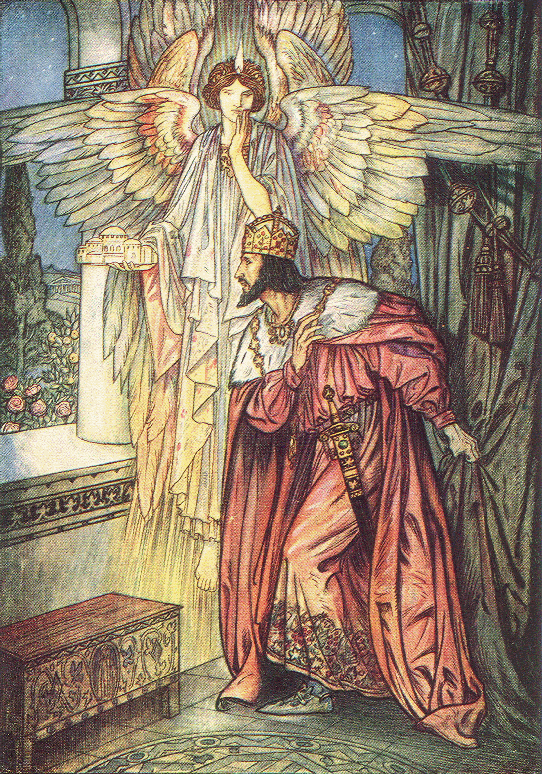
Ангел показывает Юстиниану модель Собора Святой Софии

Согласно Иоанну Малале, храм сгорел 13 января, по «Пасхальной хронике» — 14—15 января 532 года во время восстания «Ника». Спустя сорок дней после пожара император Юстиниан I повелел на его месте построить новую церковь того же имени, которая должна была стать по его замыслу украшением столицы и служить выражением величия империи. По мнению С. А. Иванова, храм строился по обету, чтобы искупить убийство 30 тысяч человек при подавлении восстания императорскими войсками. Для возведения грандиозного храма Юстиниан выкупил у частных владельцев ближайшие участки земли и велел снести находившиеся на них постройки. Для руководства работами Юстиниан пригласил лучших архитекторов своего времени: Исидора Милетского и Анфимия Тралльского. Ранее они зарекомендовали себя возведением «малой Софии», послужившей прообразом нового собора. Под их руководством трудилось ежедневно по 10 000 рабочих.

#### История строительства
Купольный, практически квадратный в плане собор произвёл революцию в христианской храмовой архитектуре. На постройку был употреблён лучший строительный материал. Мрамор привозили из Проконнеса, Нумидии, Кариста и Иераполя. В Константинополь по императорскому циркуляру свозились архитектурные элементы древних построек (например, из Рима были доставлены восемь порфировых колонн, взятых из храма Солнца, а из Эфеса — восемь колонн из зелёного мрамора). Кроме мраморных украшений, Юстиниан с целью придать возводимому им храму небывалый блеск и роскошь использовал золото, серебро, слоновую кость. Русский паломник Антоний Новгородец, составивший описание Константинополя перед его разграблением крестоносцами в 1204 году, даёт следующее описание алтаря собора:

Во олтари же великом над святою трапезою великою, под катапетазмою, повешен Коньстянтинов венец, и у него же повешен крест, под крестом голубь злат; и иных царей венцы висят окрест катапетазмы. Тажь катапетазма вся сотворена от злата и сребра, а столпия олтарьныя и амбон все сребряно… И се же чудо и страшно и святое явление: во святей Софии во олтари великом за святым престолом стоит крест злат, выше двою человек от земля с камением драгим и жемчугом учинен, а пред ним висит крест злат полутора локтий… перед ним три золотых лампады, в которых горит масло, эти лампады и крест соорудил царь Юстиниан, строитель церкви.

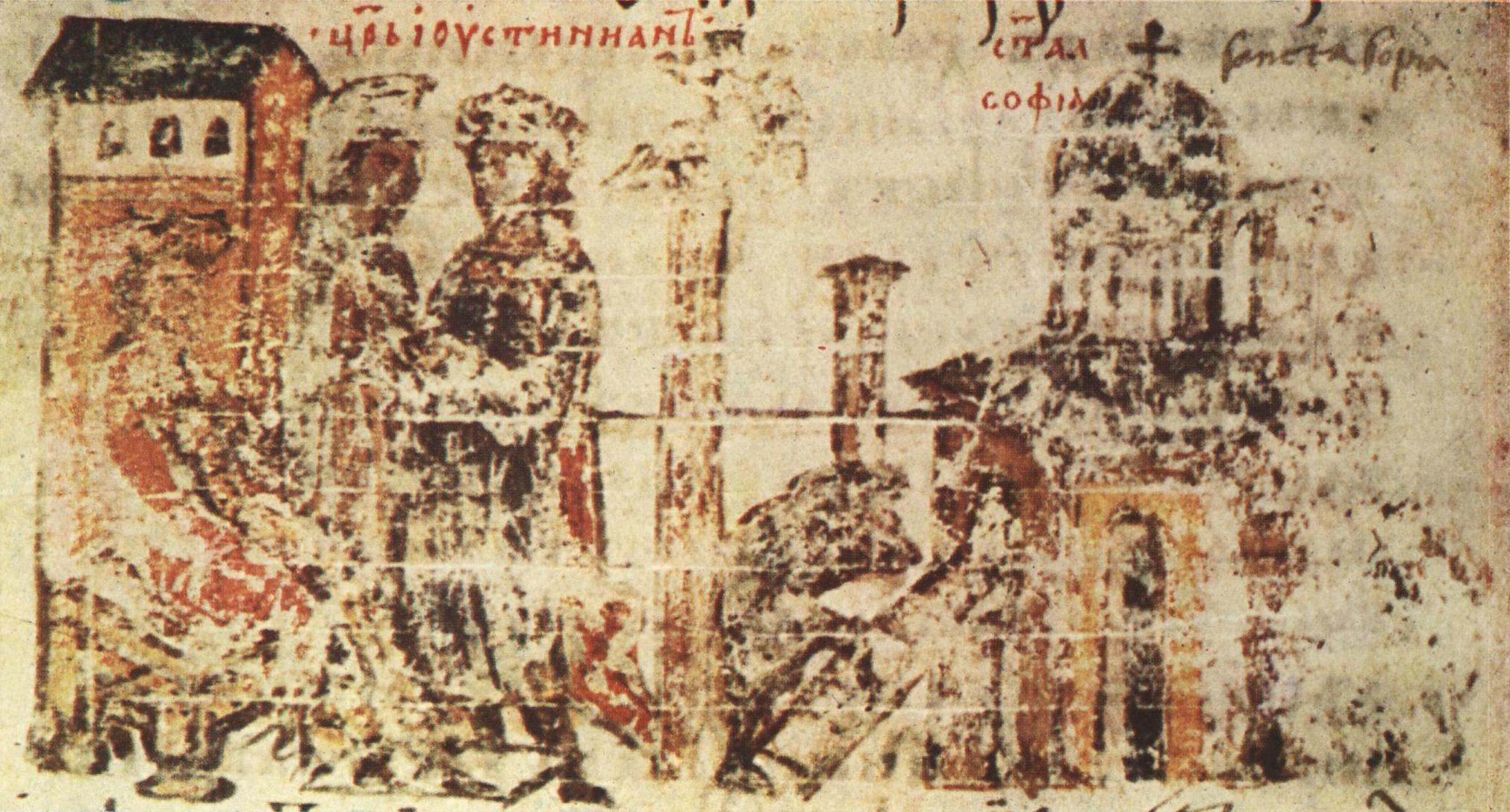
Строительство Святой Софии (миниатюра из хроники Константина Манассии)

Невиданное и неслыханное великолепие храма до такой степени поражало народную фантазию, что сложились легенды о непосредственном участии в его сооружении небесных сил. По одной легенде, Юстиниан хотел покрыть золотом стены Святой Софии от пола до сводов, но астрологи предрекли, что «в конце веков придут очень бедные цари, которые, с целью захватить все богатства храма, сроют его до основания», и император, заботившийся о своей славе, ограничил роскошь постройки.
Строительство собора поглотило три годовых дохода Византийской империи. «Соломон, я превзошёл тебя!» — такие слова произнёс, по преданию, Юстиниан, войдя в построенный собор и имея в виду Иерусалимский храм. Торжественное освящение храма 27 декабря 537 года совершил константинопольский патриарх Мина. Историк Н. Д. Барабанов приводит рассказ, датируемый IX веком, в котором сообщалось о том, что в честь освящения храма возле него состоялось жертвенное заклание большого количества животных, а также раздача зерна бедным.
Прокопий Кесарийский, современник строительства, рассказывая о стройках императора Юстиниана, восторженно описывает собор Святой Софии:

Этот храм представлял чудесное зрелище, — для смотревших на него он казался исключительным, для слышавших о нём — совершенно невероятным. В высоту он поднимается как будто до неба, и, как корабль на высоких волнах моря, он выделяется среди других строений, как бы склоняясь над остальным городом, украшая его как составная его часть, сам украшается им, так как, будучи его частью и входя в его состав, он настолько выдаётся над ним, что с него можно видеть весь город, как на ладони
— Прокопий Кесарийский. О постройках (Книга 5: I:27).
С самого момента постройки за церковью закрепилось название «великая». Для совершения богослужений в соборе имелась многочисленная драгоценная утварь. Для изготовления драгоценного престола собора, по сообщению Дорофея Монемвасийского, были использованы «злато, серебро, медь, электр, железо, стекло, камени честные многие, яхонты, смарагды, бисер, касидер, магнит, он(икс)ий, алмазы и иная до семидесят двух различных вещей». На нём император поместил надпись «Твоя от Твоих приносим Тебе Твои, Христе, рабы Юстиниан и Феодора». Штат церковно и священнослужителей собора при Юстиниане был рассчитан на 525 человек: 60 священников, 100 диаконов, 40 диаконисс, 90 иподиаконов, 110 чтецов, 25 певчих и 100 привратников. При императоре Ираклии он доходил до 600 человек. Согласно 43-й новелле Юстиниана, от каждой торгово-ремесленной корпорации выделялось определённое количество мастерских (эргастириев), доходы от которых шли на нужды храма Святой Софии. Интерьер храма вскоре после его возведения был подробно обрисован Павлом Силенциарием в поэме «Описание храма Святой Софии».

#### Собор во время Византийской империи

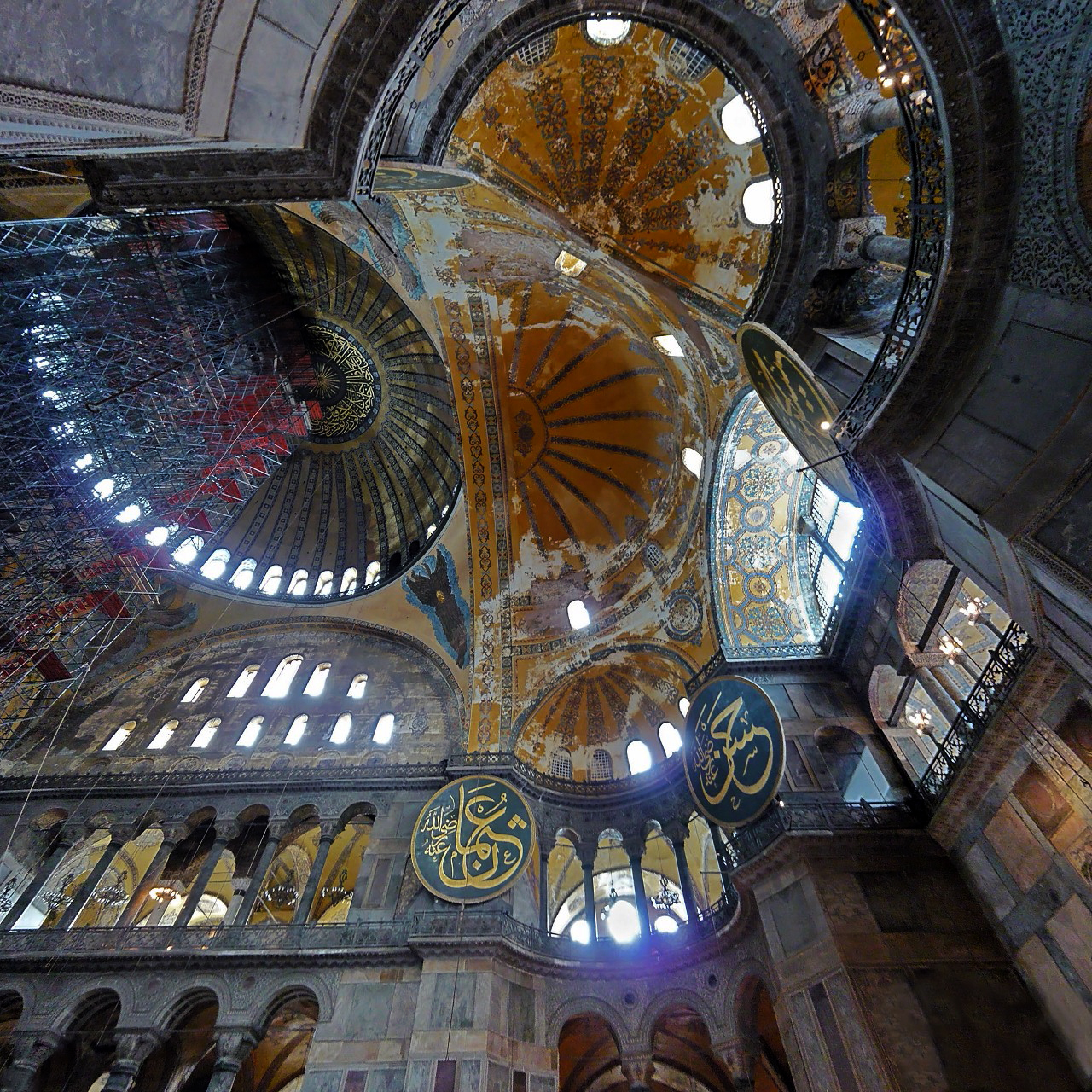
Внутренний вид сводов собора

Через несколько лет после окончания строительства землетрясение разрушило часть собора, включая довольно плоский купол:

… пала Восточная часть Св. Софии, что под святым алтарем, и разрушила киворий (то есть сень) и святую трапезу и амвон. И признавались механики, что так как они, избегая издержек, не устроили поддержки снизу, но оставили пролёты между столбами, поддерживавшими купол, посему столбы и не выдержали. Видя это, благочестивейший царь воздвиг другие столбы для поддержки купола; и таким образом устроен был купол, поднимаясь в высоту более, чем на 20 пядей сравнительно с прежним зданием.
— Хронография Феофана, год 6051 / 551
Таким образом, вместо плоского купола появился новый, сравнительно заострённый. Собор также пострадал от землетрясения 989 года, особенно сильным разрушениям подвергся его купол. Здание подпёрли контрфорсами, от которых оно утратило свой прежний вид. Обвалившийся купол перестроил армянский архитектор Трдат, автор Анийского собора, причём архитектор сделал купол даже более возвышенным.
16 июля 1054 года в Софийском соборе во время богослужения легатом папы римского кардиналом Гумбертом константинопольскому патриарху Михаилу Керулларию была вручена отлучительная грамота. В ответ на это 20 июля патриарх предал анафеме папских легатов. Это событие стало началом разделения церквей на православную и католическую.
В 1204 году в ходе Четвёртого крестового похода Константинополь подвергся разрушительному нападению крестоносцев, собор Святой Софии был разграблен и осквернён. Практически все ценности собора были увезены на запад (как, например, Туринская плащаница, в которую, по преданию, было завёрнуто тело Христа после смерти). По мнению С. А. Иванова, многие из ценностей во время грабежа сохранились и избегли уничтожения благодаря венецианцам, так как лишь они из крестоносцев понимали культурное значение вещей. Некоторые вещи из убранства до сих пор хранятся в Венеции. Православный патриарх Константинополя был изгнан и заменён латинским. Святая София была превращена в католический собор, в котором 16 мая 1204 года фландрский граф Балдуин был торжественно коронован в качестве первого императора новой Латинской империи.
В 1261 году после падения Латинской империи собор вновь стал православным. В XIV веке после очередного землетрясения купол обвалился и был заменён существующим. В те годы лампадарием собора был известный церковный композитор Иоанн Кладас.

#### Османское завоевание и дальнейшая судьба собора

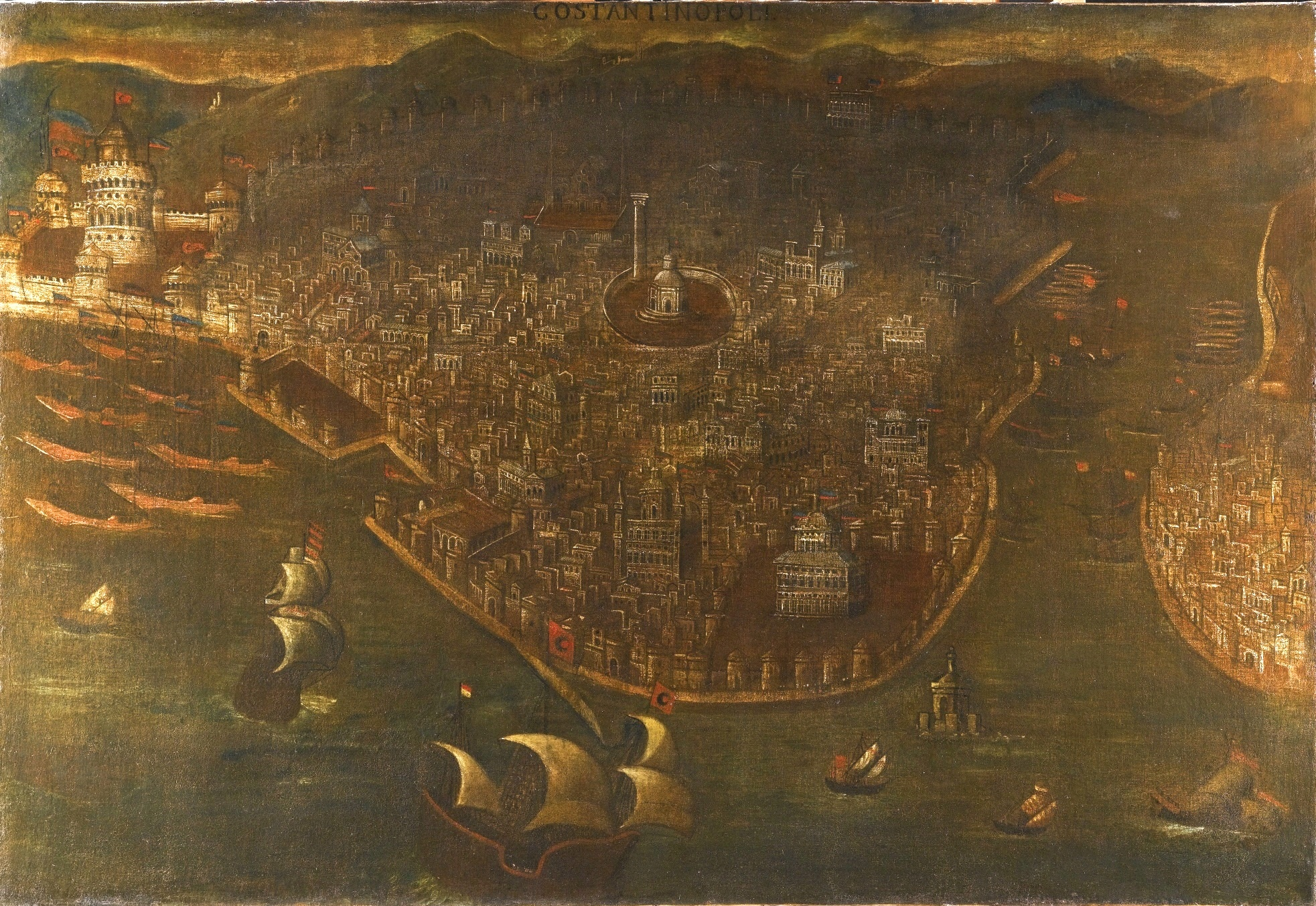
Падение Константинополя (картина неизвестного венецианского художника конца XV — начала XVI века)

В ночь с 28 на 29 мая 1453 года в соборе Святой Софии состоялось последнее перед падением Константинополя христианское богослужение, описание которого на основе византийских источников составил английский историк Эдвин Пирс:

Император и его свита приобщились Святых Тайн и попрощались с патриархом. Служба была, по сути своей, заупокойной литургией. Империя была в агонии, и как раз подобало, чтобы службой по её отлетающему духу была эта публичная церемония в самом прекрасном храме…

При завоевании Константинополя собор был в неухоженном состоянии, что подтверждается европейскими посетителями тех времён, такими как Перо Тафур из Кордовы и флорентийским монахом путешественником Кристофором Буондельмонти.
Согласно историческим записям, храм был захвачен турками 29 мая 1453 года. Султан Мехмед II направился прямо к собору Святой Софии, восхитился величием и великолепием храма и помолился там. Мехмед Завоеватель приказал немедленно превратить церковь в мечеть и приказал своим солдатам не повреждать священные мозаики и реликвии. По описанию историка Дуки, они разломали запертые ворота храма и, вооружённые мечами, ворвались внутрь, грабя драгоценное убранство: «в одну минуту разрубили святые иконы, похитив с них украшения… а также одежды святой трапезы… Драгоценные и священные сосуды священного сосудохранилища, золотые и серебряные и из другого вещества приготовленные, в один момент всё унесли». Согласно позднейшим описаниям, все молящиеся в храме были убиты, и, по сохранившемуся преданию, их кровь достигла уровня, обозначенного ныне на одной из колонн красной полосой. Историк-византинист С. А. Иванов считает, что легенда о том, что Фатих верхом въехал в собор и что конь поскользнулся на горе трупов, не имеет под собой никаких оснований. У греков сохранилось предание, что в тот момент, когда турки ворвались в собор, в нём шла Божественная литургия и священник со Святыми дарами уже входил на амвон. Тогда, чтобы сохранить Святые дары, часть алтарной стены разверзлась и укрыла священника, который будет пребывать в ней, пока храм не вернут православным; тогда он выйдет и завершит прерванное богослужение.

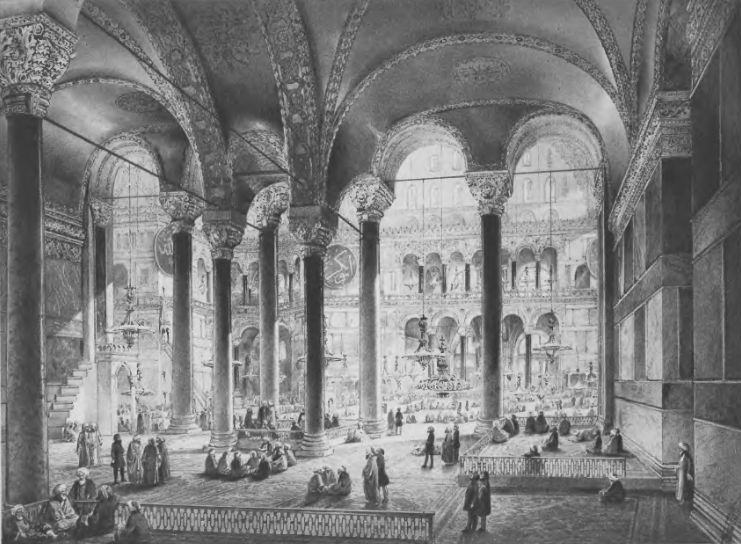
Центральный вид северного нефа в 1852 году. С картины Гаспаре Фоссати

Султан Мехмед II, завоевавший Константинополь, 30 мая 1453 года вступил в собор Святой Софии и пропел в нём 48-ю (победную) суру Корана, после чего собор был обращён в мечеть, что потребовало пристройки четырёх минаретов. Поскольку здание ориентировано по христианской традиции (алтарь на восток), мусульманам пришлось переиначить его, поместив михраб в юго-восточный угол собора (направление на Мекку), с неприглядным скосом вправо. Из-за этой переделки в Айя-Софии, как и в других бывших византийских храмах, молящиеся мусульмане вынуждены располагаться под углом относительно основного объёма здания. Большинство фресок и мозаик остались невредимыми, как полагают некоторые исследователи, именно благодаря тому, что в течение нескольких веков были замазаны штукатуркой.
Мечеть Айя-София была принята османами за образец, по которому строились другие великие мечети Стамбула (значительно превосходящие её по величине). Во второй половине XVI века при султанах Селиме II и Мураде III к зданию собора были пристроены тяжёлые и грубые контрфорсы, существенно изменившие внешний вид здания.
До середины XIX века никаких реставрационных работ в храме не производилось. В 1847 году султан Абдул-Меджид I поручил архитекторам Гаспаре и Джузеппе Фоссати провести реставрацию Айя-Софии, которой угрожала опасность обрушения. Реставрационные работы продолжались два года. Братья Фоссати провели работы по усилению колонн, а также укрепили своды и купол храма железной цепью. Ими было обнаружено, что на стенах под слоями извести хорошо сохранились византийские мозаики. Частично они расчистили их в верхней галерее и показали султану Абдул-Меджиду, который повелел оставить открытой часть орнаментов, но повторно забелить все лики святых. Тогда же на колоннах были размещены восьмиметровые деревянные щиты, обтянутые кожей, с написанными на них именами Аллаха и пророка Мухаммада. Часть византийских мозаик, зарисованных Фоссати, осыпалась во время землетрясения 1894 года.
После поражения Османской империи в Первой мировой войне, и в связи с ростом греческой ирредентистской концепции «великой идеи», 5/18 января 1919 года, когда в Стамбуле была временно дислоцирована участвовавшая в Украинском походе ΙΙ греческая дивизия, входившая в состав экспедиционного корпуса Антанты, служивший в ней военным капелланом критский православный иеромонах Левтерис Нуфракис, взяв с собой Евангелие и переносной антиминс, до начала утреннего намаза сумел тайно попасть внутрь собора, где полностью провёл первую, со времени захвата города турками, Божественную литургию, в которой также приняли участие сопровождавшие его греческие офицеры — бригадный генерал Францис, майор Лиароматис (выступил в качестве псаломщика), капитан Стаматиу и лейтенант Николау.
В конце 1920-х — начале 1930-х годов археолог А. М. Шнайдер из Германского археологического института в ходе раскопок открыл рядом с собором сохранившийся фрагмент колоннады эпохи императора Феодосия, что позволило установить что при строительстве Юстиниановой базилики более древние основания были лишь засыпаны и находятся ниже уровня поля существующего храма.

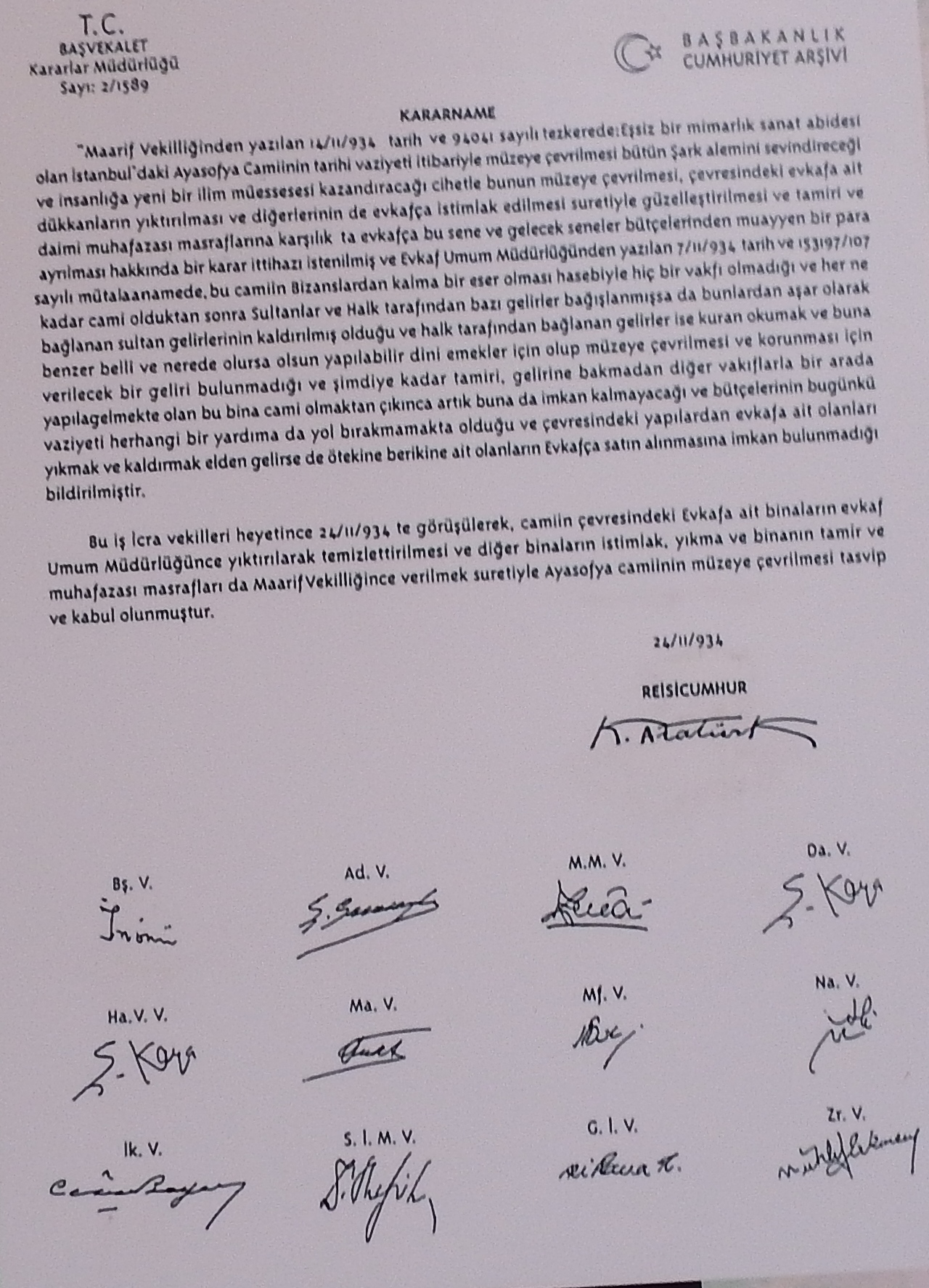
Декрет правительства Турции о создании музея, фотокопия

В 1935 году, согласно декрету правительства Турции, подписанному Кемалем Ататюрком, Айя-София стала музеем. В 1931—1948 годах под руководством американского археолога Томаса Виттемора были раскрыты от штукатурки мозаики периода императора Юстиниана, а также более поздние мозаики апсиды и вимы, южного вестибюля, нарфика, южной галереи и северного тимпана. После того как были сняты молитвенные коврики, открылся мраморный пол собора.

#### Вопрос об изменении музейного статуса
В 2006 году в музейном комплексе было выделено небольшое помещение для проведения сотрудниками музея мусульманских религиозных обрядов.
В 2007 году ряд влиятельных американских предпринимателей и политиков возглавили движение за возвращение первоначального статуса Святой Софии — «Совет по освобождению Святой Софии» (англ. Free Agia Sophia Council). На общественных слушаниях комитета по правам человека Конгресса США (англ. Congressional Human Rights Caucus), прошедших 20 июня 2007 года под председательством главы комитета по внешней политике Конгресса США Тома Лантоса, президент Демократической партии штата Нью-Гэмпшир Реймонд Бакли (англ. Raymond Buckley) сказал, в частности: «Неприемлемо лишать людей права молиться в их Церкви-Матери <…> Неприемлемо терпеть ежедневное надругательство над этим священным местом, которое используется для торговых ярмарок и концертов. Неприемлемо позволять далее такое открытое неуважение к православному христианству, да и всему христианству». По мнению историка А. В. Соколова, здесь явно усматривается греческое влияние в США.
Президент международного движения «Совет по освобождению Святой Софии» Крис Спиру в апреле 2009 года сказал в интервью российской газете «Завтра»:

Мы стремимся, чтобы собор Святой Софии Премудрости Божией снова занял подобающее ему место как храм, священный для всего христианства, как мать всех церквей, как царственный храм православия — чем он и был до захвата турками-османами в 1453 году. Всё дело в том, что Святая София никогда не была мечетью и никогда не была музеем. Она всегда была христианским храмом, переделанным в мечеть султана-завоевателя, а затем и в музей. Считаю обязательным возвращение этого храма к своему первоначальному предназначению.

В 2016 году во время Рамадана в соборе Святой Софии происходили чтения Корана, которые транслировались в прямом эфире одного из турецких телеканалов. Это вызвало крайне негативную реакцию министерства иностранных дел Греции.
13 сентября 2018 года Конституционный суд Турции отклонил обращение частной организации «Управление по историческим памятникам и окружающей среде» о возвращении собору статуса мечети, назвав данное требование «недопустимым».
В марте 2019 года стало известно, что власти Турции могут изменить статус собора Святой Софии, чтобы его смогли посещать бесплатно. Президент Реджеп Тайип Эрдоган в интервью телеканалу TGRT заявил: «Статус Святой Софии может быть изменён с музея на мечеть. Туристы всех вероисповеданий сейчас могут бесплатно заходить в Голубую мечеть, которая расположена по соседству. Со Святой Софией можно сделать аналогично».
10 июля 2020 года Госсовет Турции отменил решение 1934 года о превращении собора Святой Софии в музей и постановил, что это здание может использоваться в качестве мечети. В этот же день президент Турции Тайип Эрдоган подписал указ о превращении Айи-Софии в мечеть.
Данное решение вызвало официальную критику со стороны ЮНЕСКО, Всемирного совета церквей, Европейского союза, Австрии, Германии, Греции, Кипра, США, Константинопольской, Иерусалимской, Русской, Элладской православных церквей, а также Православной церкви Украины, Евангелической церкви Германии и Святого Престола.
Всемирный совет церквей призвал Эрдогана пересмотреть решение по Святой Софии.
24 июля 2020 года в мечети Айя-София впервые за 86 лет состоялся пятничный намаз, который совершил также сам Реджеп Тайип Эрдоган. Изображения христианских святых на время намаза были закрыты тканью. Молящиеся разместились как внутри здания, так и на территории перед ним.
Вход в мечеть был бесплатным для всех только с 2020 до начала 2024 года. 15 января 2024 года вход для иностранных туристов стал платным, для граждан Турции остался бесплатным. Билет стоит 25 евро. Посетители могут воспользоваться аудиогидом на 23 языках. Сообщается, что для туристов будет организован отдельный вход и выход, они смогут осмотреть галереи мечети на втором этаже, а также мозаики византийской эпохи, вход на которые был закрыт для туристов с 2020 года, когда музей стал мечетью. Министр культуры и туризма Турции Мехмет Нури Эрсой считает, что новая схема прохода в мечеть позволит устранить длинные очереди на входе в здание. По его словам, решение обосновано рекомендацией ЮНЕСКО — разработать «план управления посещениями» мечети.

#### Реставрация
В 2024 году в мечети начался ремонт фасада и минаретов. В мае 2025 года стартовала крупнейшая реставрация по укреплению и повышению устойчивости здания к землетрясениям, в рамках которой впервые будут проведены работы на главном куполе. В ходе работ будет снято свинцовое покрытие купола и укреплены соединения между ним и полукуполами, а также будет изучено состояние четырёх опорных столбов и подземных элементов конструкции. При этом мечеть останется доступной для посетителей и в ней продолжатся богослужения.

## Архитектурные особенности

1 — вход; 2 — императорские ворота; 3 — плачущая колонна; 4 — михраб (алтарь); 5 — минбар; 6 — ложа султана; 7 — омфалос («пуп мира»); 8 — мраморные урны из Пергама; a — баптистерий византийской эпохи, гробница султана Мустафы I; b — минареты султана Селима II

В плане собор представляет собой продолговатый четырёхугольник (75,6×68,4 м), образующий три нефа: средний — широкий, боковые — более узкие. Это базилика с четырёхугольным средокрестием, увенчанным куполом. Гигантская купольная система собора стала шедевром архитектурной мысли своего времени. Прочность стен храма достигается, по мнению турецких исследователей, за счёт добавления в строительный раствор экстракта листьев ясеня.
Середина широкого нефа, квадратная в основании, ограничена по углам четырьмя массивными столбами, подпирающими громадные арки, и покрыта довольно плоским куполом 31 м в диаметре, вершина которого отстоит на 51 м от пола. Купол состоит из сорока радиальных арок; в нижних частях межарочных промежутков прорезаны арочные окна (их также 40), благодаря чему в нижней части купола создаётся ощущение сплошного светового пояса. Купол связан с перекрываемым прямоугольным в плане пространством с помощью сферических треугольников — парусов, — которые в дальнейшем получили большое распространение в мировой архитектуре. К подкупольному пространству примыкают с востока и запада две колоссальные ниши с полусферическим верхом: в восточную нишу открываются своими арками ещё три меньшие ниши, из которых средняя, служившая алтарной апсидой, глубже остальных и выступает из общего плана храма в виде полукружия; к западной большой нише примыкают также три ниши; из них средняя, представляющая вверху не полусферический, а обыкновенный коробовый свод, содержит в себе три двери, ведущие в пристроенные к храму внутренний и внешний притворы, впереди которых некогда находился теперь несуществующий двор, обнесённый галереей с колоннами.
Подкупольное пространство с северной и южной сторон сообщается с боковыми нефами с помощью арок, поддерживаемых порфировыми и малахитовыми колоннами, вывезенными из храмов Малой Азии и Египта; под этими арками идёт ещё по ярусу подобных же арок, которыми открываются в подкупольное пространство устроенные в боковых нефах галереи гинекея, а ещё выше — громадные арки, поддерживающие купол, заделаны прямой стеной с окнами, расположенными в три ряда. Кроме этих окон, внутренности храма дают обильное, хотя и несколько рассеянное освещение 40 окон, опоясывающих основание купола, и по пяти окон в больших и малых нишах.

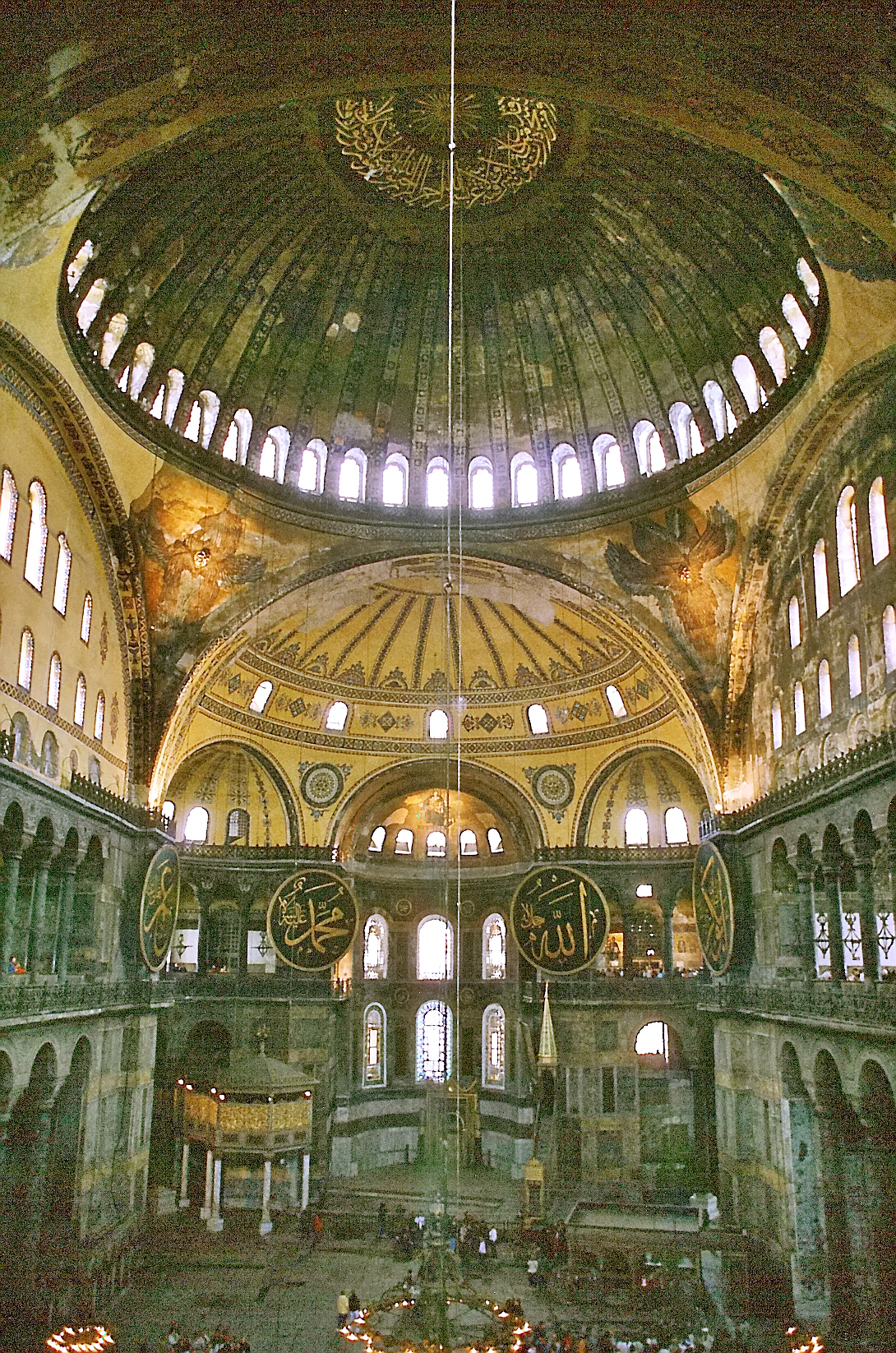
Центральный неф собора, алтарная часть и главный купол

Внутренняя отделка храма продолжалась на протяжении нескольких столетий и отличалась особой роскошью (мозаики на золотом полу, 8 зелёных яшмовых колонн из храма Артемиды в Эфесе). Стены храма также были полностью покрыты мозаиками (как сюжетные композиции, так и орнаменты).

Благодаря своей величественной архитектуре и убранству главное святилище всего государства внушало мысль о мощи Византийской империи и церкви. Этому служили и размеры храма, рассчитанного на многотысячные людские толпы, и роскошь отделки интерьера цветным мрамором и декоративной мозаикой, и великолепие церемоний, происходивших в храме. Именно в здании нового типа, в купольной базилике св. Софии, наиболее последовательно выражены характерные для византийского искусства VI в. тенденции к грандиозности, величественной пышности и торжественности.
— Византийское искусство VI века
К достопримечательностям Святой Софии относится «плачущая колонна», покрытая медью, а также «холодное окно», где даже в самый жаркий день веет прохладный ветерок.
В 1935 году с фресок и мозаик были счищены скрывавшие их слои штукатурки. Таким образом, в настоящее время на стенах храма можно видеть и изображения Иисуса Христа и Богоматери, и цитаты из Корана на четырёх больших щитах овальной формы.
На перилах верхней галереи храма можно обнаружить граффити, оставленные на протяжении всей истории его существования. Наиболее древние из них покрыты прозрачным пластиком и считаются одной из охраняемых достопримечательностей (см. раздел Рунические надписи).

## Мозаичный цикл
Значительное число мозаик Святой Софии было выполнено во времена императора Юстиниана в VI веке. Все сохранившиеся мозаики этого периода являются орнаментальными и расположены в нартексе, нефах, галереях и главной арке. Сохранившиеся мозаики с изображением человеческих фигур и ангелов были созданы после окончания иконоборчества. Эти мозаики представляют собой пример византийского монументального искусства и были выполнены с середины IX века по XIV век.

### Мозаики апсиды и вимы

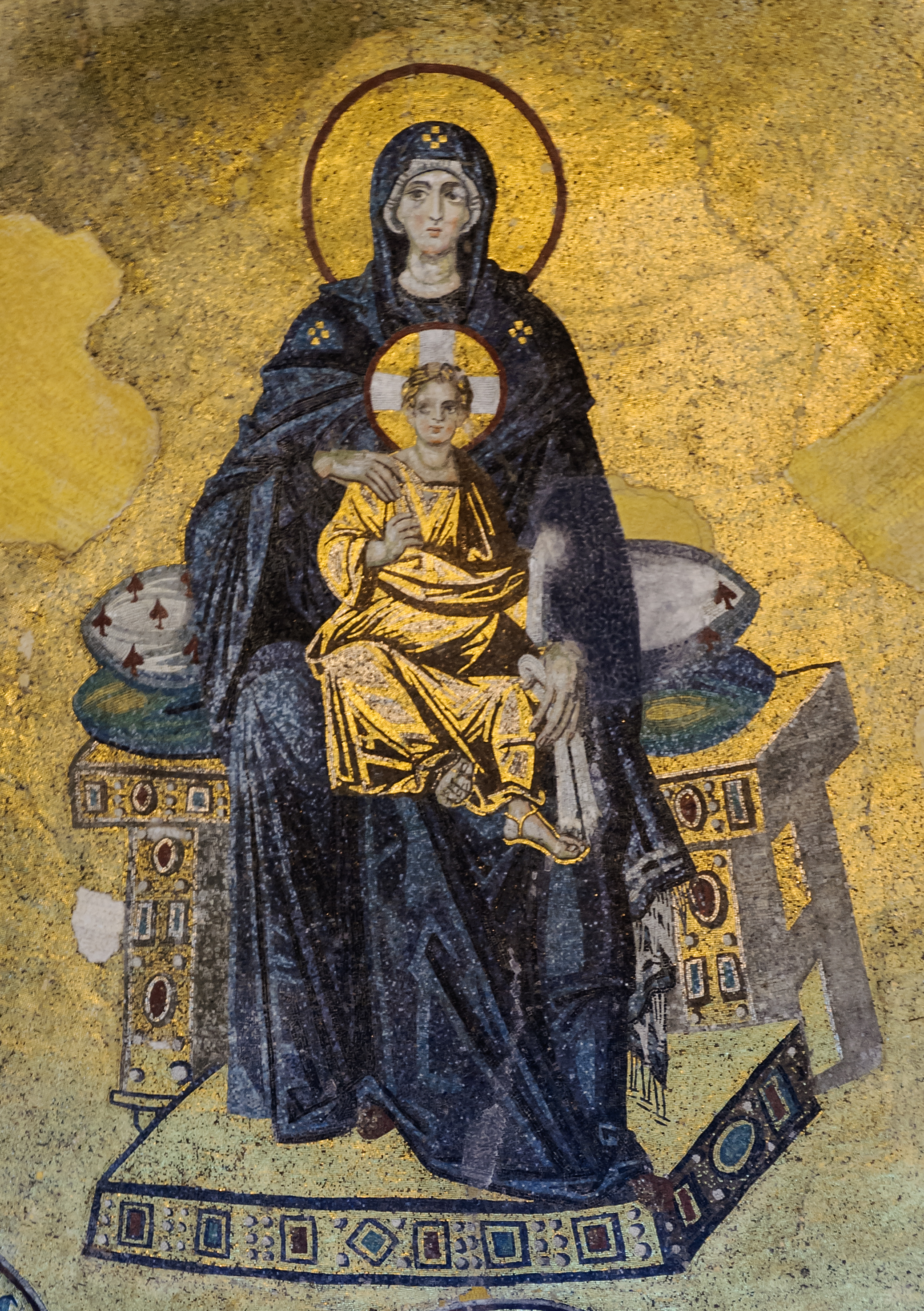
Мозаичное изображение Богородицы с Младенцем Иисусом Христом в апсиде

Самыми первыми мозаиками македонской монументальной живописи являются мозаики апсиды и примыкающей к ней вимы. Манера исполнения этих мозаик роднит их с живописью VII века. В апсиде помещено тронное изображение Богородицы, держащей перед собой на коленях младенца Христа. На сводах вимы по сторонам от фигуры Богородицы были изображены два архангела (сохранилась только мозаика с архангелом Гавриилом). По краю конхи была помещена греческая надпись (почти полностью утрачена) со следующим текстом: «Изображения, которые обманщики здесь низвергли, благочестивые правители восстановили».
Эти мозаики были раскрыты в 1935—1939 годах. Русский паломник Антоний Новгородский, посетивший Константинополь около 1200 года, сообщал, что мозаика апсиды была создана в IX веке иконописцем Лазарем, пострадавшим в период иконоборчества, но после Торжества Православия получившим широкое признание. Вероятность этого допускал Андрей Грабар и не исключали византисты Кирилл Манго и Эрнест Дж. Хокинс в 1965 году, хотя ранее Манго относил эти мозаики к более позднему времени (до XI века). По мнению Манго и Хокинса (1965 год) эти мозаики были выполнены в 867 году. Академик Виктор Лазарев также датировал мозаику с изображением Богородицы IX веком и так характеризовал её:

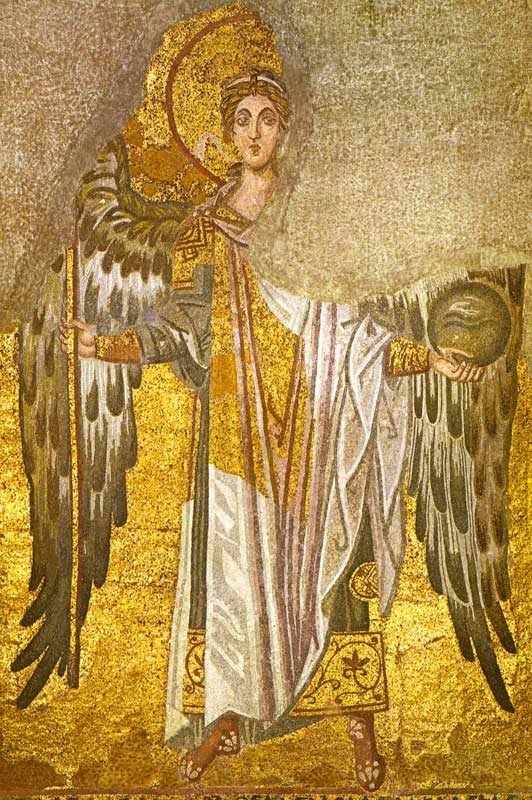
Архангел Гавриил (мозаика свода вимы)

Вместо того чтобы подчинить фигуру плоскости, мозаичист располагает её так, как будто она выступает из золотого фона. В подобной трактовке живо чувствуются пережитки того античного понимания формы, которое можно было бы назвать статуарным. И столь же сильны античные отголоски в прекрасном, полном женственности лике Марии. Мягкий овал, правильной формы нос, сочные губы — всё придаёт ему земной характер. Но в то же время он подкупает своей одухотворённостью.

Не менее высоко он оценил мозаику с архангелом Гавриилом на южном своде вимы: он считал, что «рядом с никейскими ангелами этот изумительный образ представляет одно из высших воплощений византийского гения» и датировал эту мозаику IX веком. Отмечают, что мозаичист передал в изображении порывистую духовную силу, но пропорции изображения являются вытянутыми и теряются правильные очертания изображения. На мозаике левое плечо архангела, чуть меньше половины ореола, верхняя часть обоих крыльев и вершина посоха не сохранились.

### Мозаики в помещении над южным вестибюлем
К первому периоду создания мозаичного украшения относятся изображения в сводчатом помещении в юго-западном углу над южным вестибюлем собора. Входная стена была украшена деисусом (фигура Иоанна Крестителя не сохранилась). На своде были помещены 12 фигур, из которых сохранились и могут быть идентифицированы только пророк Иезекииль, первомученик Стефан в позе оранта и император Константин. В люнетах боковых стен помещены полуфигуры двенадцати апостолов и четырёх святых константинопольских патриархов периода иконоборчества: Германа, Тарасия, Никифора и Мефодия. В. Н. Лазарев отмечает низкий уровень данных мозаик и предполагает, что их создали мастера из монашеских кругов, а сам их период создания сразу после окончания периода иконоборчества обуславливает влияние на них народного творчества.

### Мозаики южного и северного тимпанов

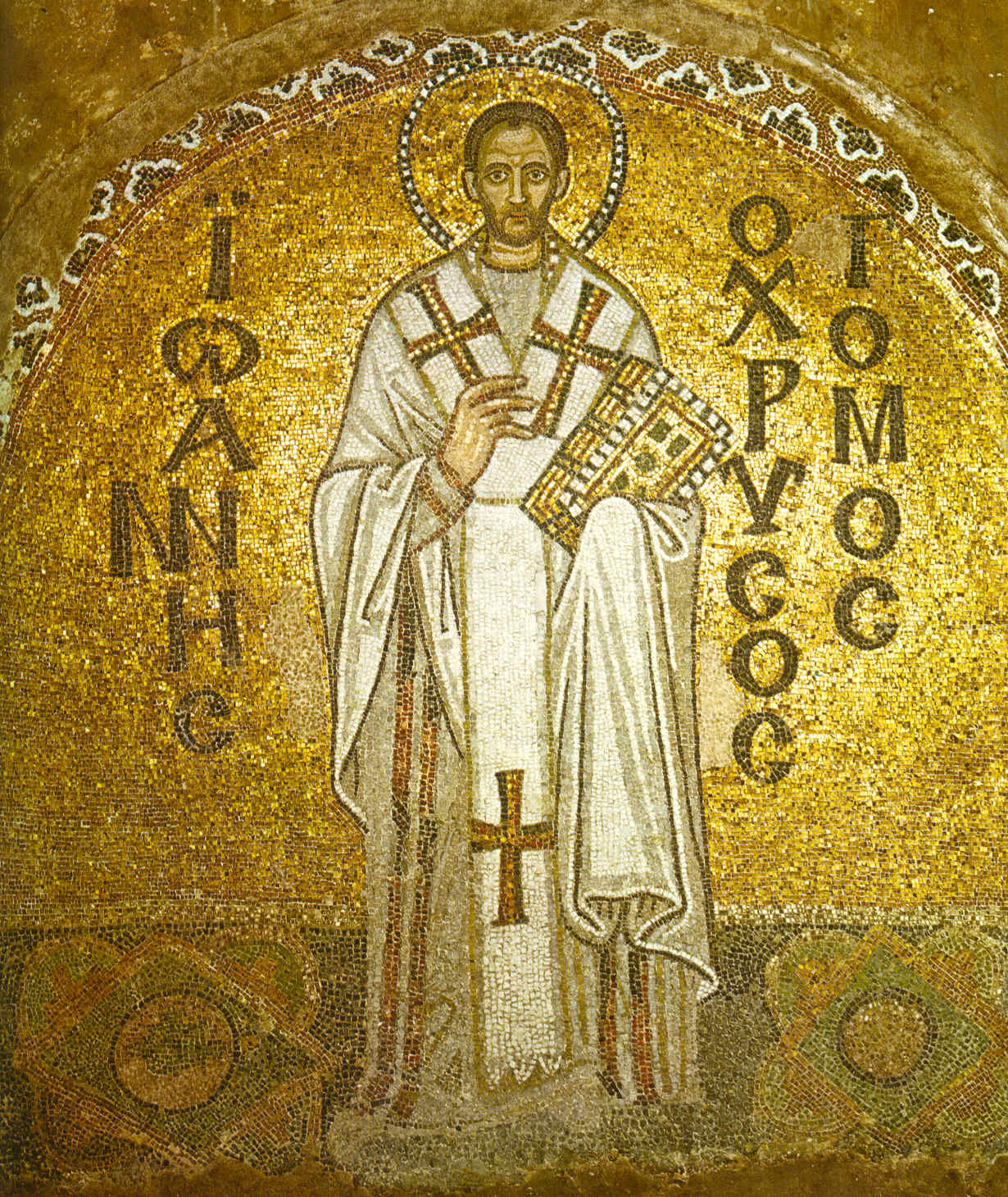
Святитель Иоанн Златоуст

Около 878 года в южном и северном тимпанах собора были созданы мозаики с изображением шестнадцати ветхозаветных пророков и четырнадцати святителей. Из них полностью сохранились мозаики северного тимпана с изображением Игнатия Богоносца, Иоанна Златоуста и Игнатия, патриарха Константинопольского. Мозаики этих святителей были раскрыты в 1939—1948 годах. В дальнейшем в северном тимпане были раскрыты остатки фигуры святителя Афанасия Александрийского. Остальные мозаики не сохранились.
Все святители северного тимпана представлены в одинаковом положении: правая рука благословляет, а левая рука, держащая Евангелие, покрыта складчатой ризой.
Уровень мозаичистов, работавших над их созданием, В. Н. Лазарев оценивает как невысокий, но отмечает:

Фигуры широкие и приземистые, черты лица крупные, ещё лишённые характерной для позднейших мозаик сухости и заострённости, одеяния ниспадают спокойными складками, в которых нет ничего от каллиграфической измельчённости. Розоватого тона лица обработаны зелёными тенями, палитра строится на светлых, главным образом серых и белых, оттенках, так что в ней отсутствуют плотность и насыщенность цвета, которые отличают мозаики XI века.

### Входная мозаика нарфика

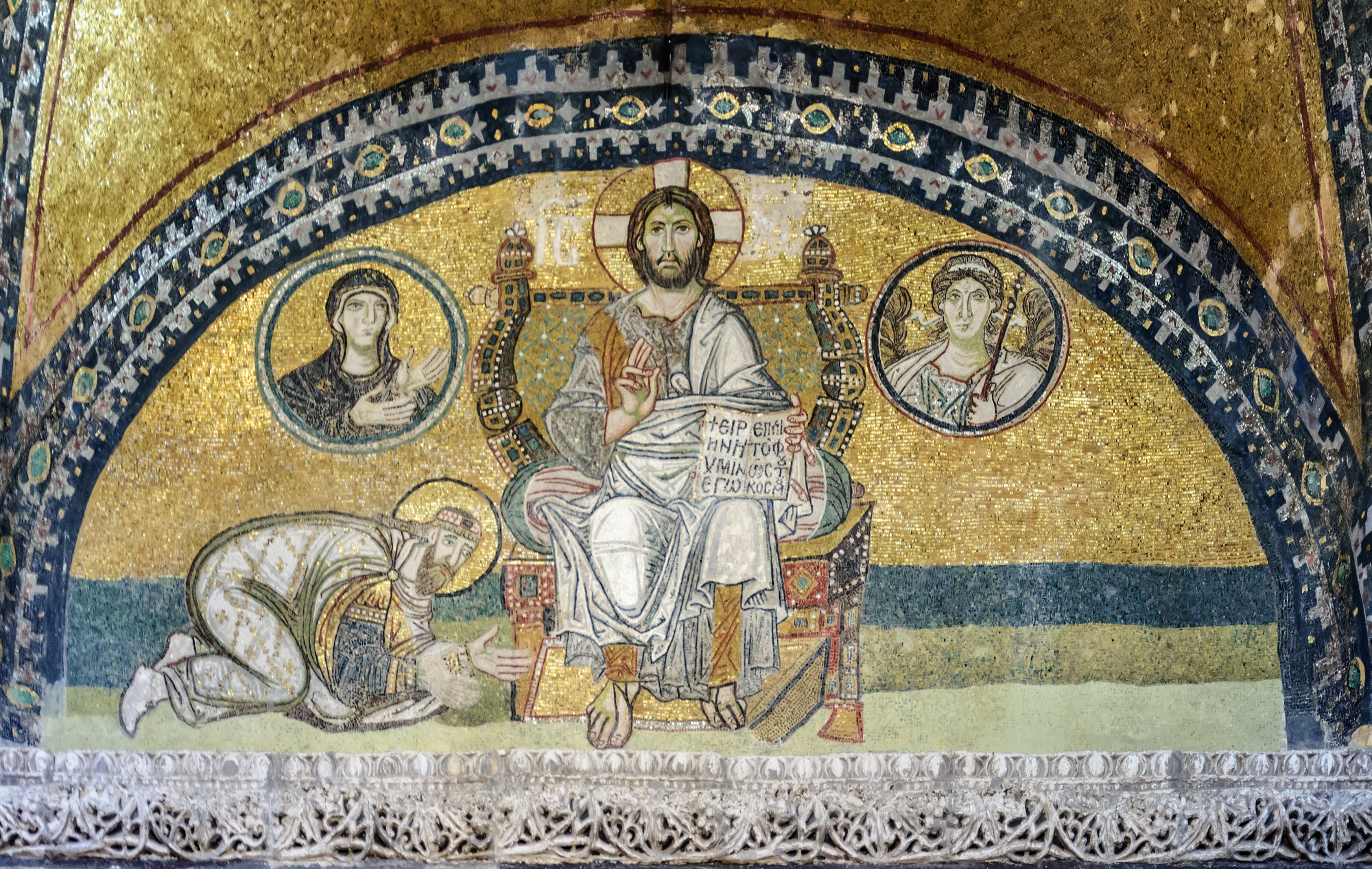
Император Лев VI преклоняет колени перед Иисусом Христом

В правление императора Льва VI (886—912) люнет нарфика был украшен мозаикой с изображением Иисуса Христа, сидящего на престоле с Евангелием, открытом на словах «Мир вам. Я свет миру», в левой руке и благословляющего правой. По сторонам от него в медальонах изображены полуфигуры Богородицы и архангела Михаила. Слева от Иисуса изображён коленопреклонённый император Лев VI. Несмотря на то, что композиция несимметрична (фигуре Льва не соответствует никакая фигура справа), мозаика обладает строгой уравновешенной композицией: «Она осуществляется за счёт широкой полосы внизу, на фоне которой помещена фигура, не составляющая таким образом, самостоятельного композиционного пятна. Эта полоса способствует утяжелению нижней части изображения, его прочному построению».
Андрей Грабар отмечает, что данная композиция является весьма редкой для императорской иконографии. Вероятно, она отражает некую торжественную религиозную церемонию. Эта версия основана на описанной в сочинении Константина VII Багрянородного «О церемониях» торжественной встрече императора патриархом в нарфике храма Святой Софии. Император выслушивал от патриарха «молитву входа» и затем, прежде чем войти в неф собора, трижды склонялся перед этой дверью. Также находят параллели между сюжетом мозаики и стихотворением Льва VI, в котором он описывает Страшный Суд, припадает к ногам Христа и взывает о заступничестве к Богородице и небесным силам.
Академик В. Н. Лазарев так охарактеризовал мозаику поклонения императора Льва Иисусу Христу:

По фактуре выполнения мозаика люнеты занимает промежуточное место между мозаиками апсиды и вимы и мозаикой вестибюля св. Софии. В фигурах есть ещё типичная для искусства IX века грузность: большие, довольно массивные головы, приземистые пропорции, крупные конечности. Рисунок, особенно в трактовке тканей, порою сбит, лица лишены тонкой одухотворённости, в белёсой колористической гамме есть нечто вялое и даже безличное.

Австрийский искусствовед Отто Демус указывает, что эту мозаику можно рассмотреть только снизу и под очень большим углом зрения. Это вызвано тем, что кубики мозаики размещены в стене наклонно, чтобы составлять со взглядом зрителя прямой угол.

### Мозаика императора Александра

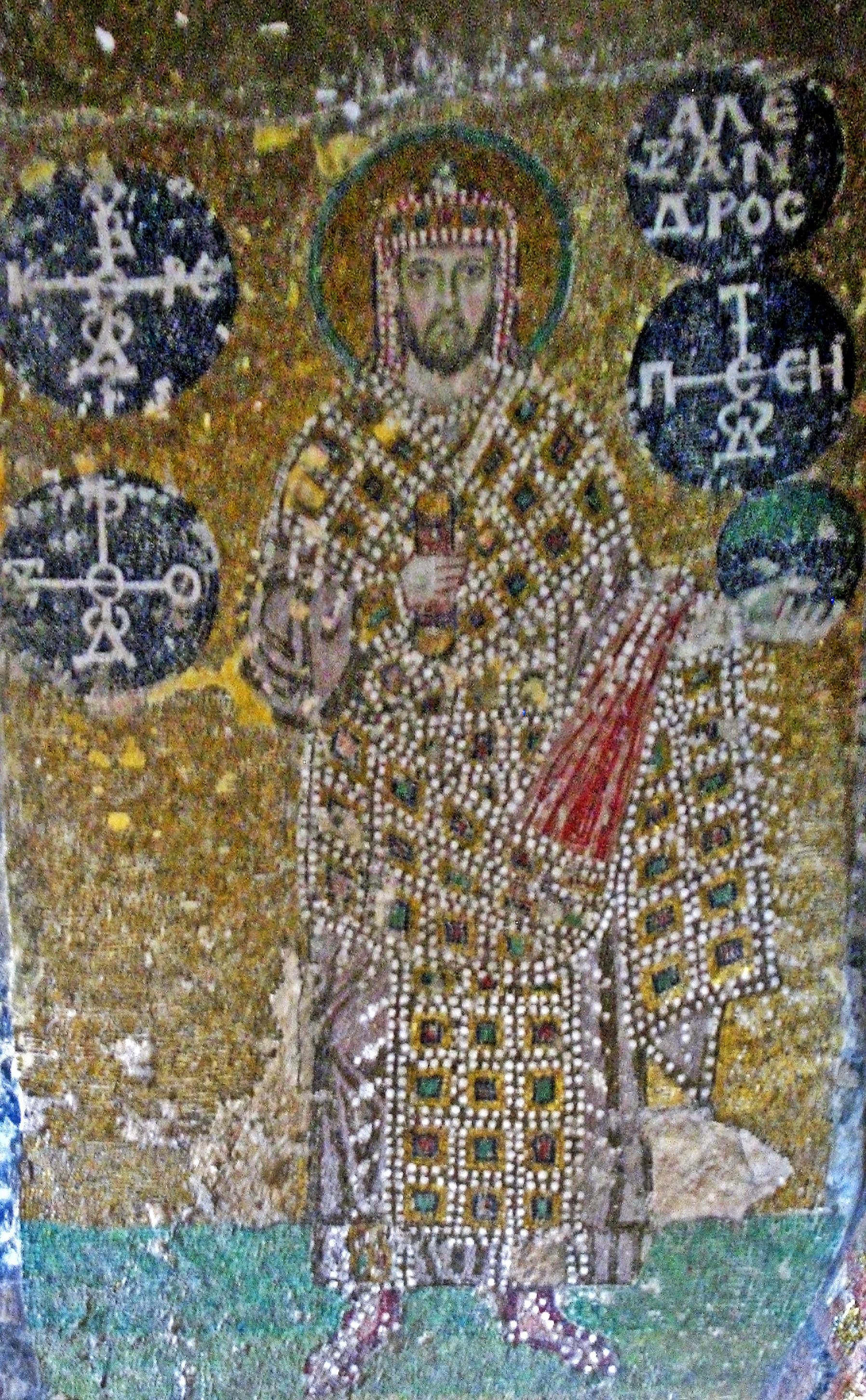
Император Александр

На северо-западном столбе северной верхней галереи собора находится мозаичный портрет императора Александра. Он был открыт в ходе реставрационных работ 1957—1960 годов и имеет точную датировку 912 годом. Мозаика относится к типу вотивных изображений и является прижизненным портретом императора.
Фигура изображена во фронтальной позе, Александр представлен в драгоценном облачении, перепоясанном лором, украшенным драгоценными камнями, и короне с подвесками. В правую руку помещён предмет цилиндрической формы (акакия или анаксикакия), а в левую — держава. Мозаика изображает императора за Пасхальным богослужением. Согласно книге «О церемониях», в этот день император из Большого дворца шёл в собор, неся в руке акакию (по сообщению Георгия Кодина, это был свёрток из шёлковой ткани, наполненный землёй), и перепоясывался лором.
По сторонам от изображения помещены медальоны, содержащие имя императора и монограммы, расшифровывающиеся как «Господи, помоги Твоему слуге, православному благоверному императору». На арках, примыкающих к мозаике с изображением императора Александра, сохранились фрагменты мозаик с орнаментом, выполненных в одно время с портретом. Однако среди них были открыты два фрагмента изображения побегов аканфа, датируемых периодом Юстиниана I.
Академик В. Н. Лазарев отмечает, что особенностью данной мозаики является широкое использование серебряных кубиков (по сравнению с золотыми), которые занимают около 1/3 фона мозаики. Также в отдельных местах (например, большом пальце и на ладони левой руки) оставлена непокрытой кубиками подготовительная фресковая живопись.

### Мозаика южного вестибюля

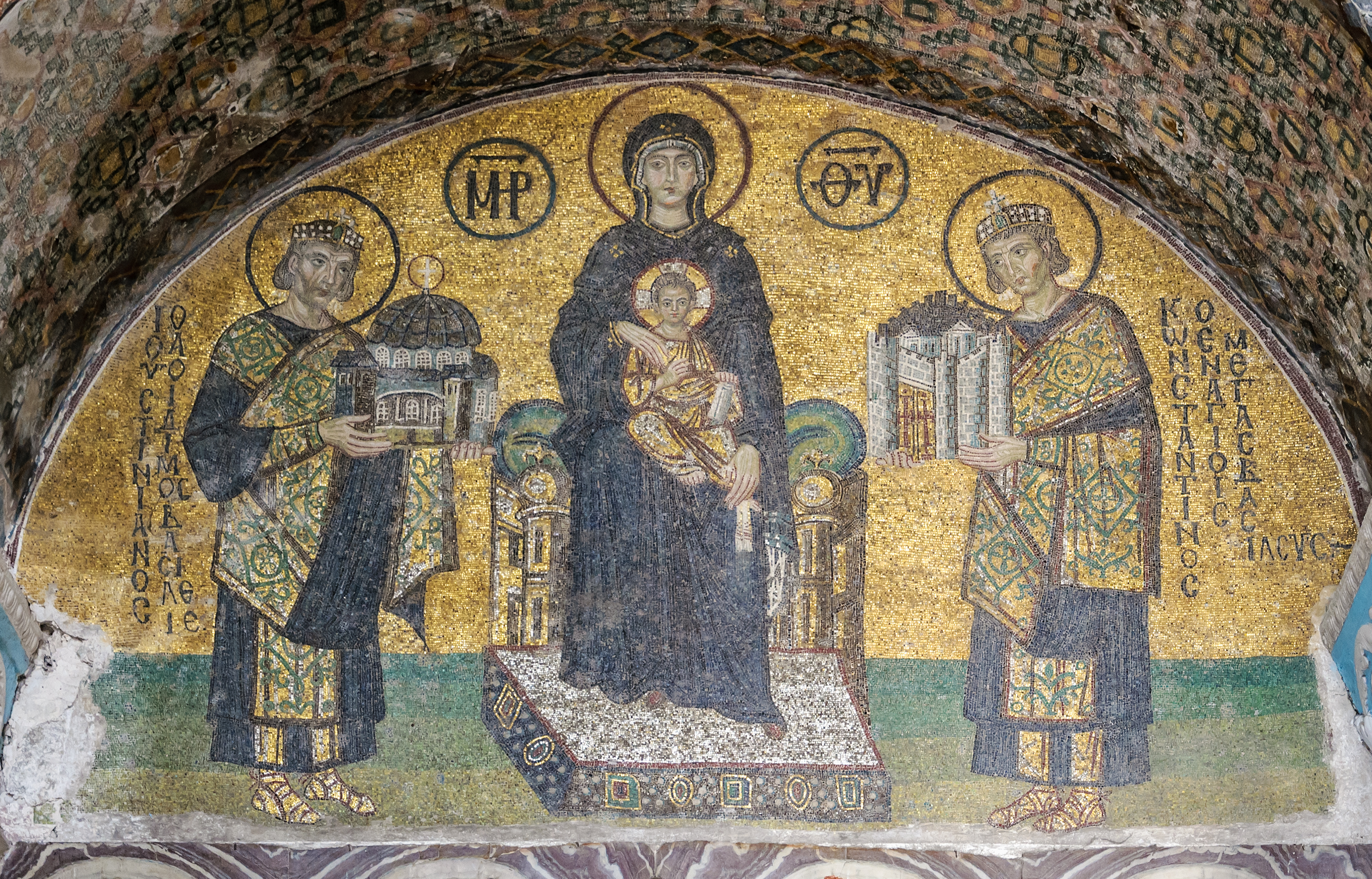
Императоры Константин и Юстиниан перед Богородицей

Мозаика люнета над дверью из южного вестибюля в нарфик собора датируется последней четвертью X века. На ней изображена Богородица на престоле с Богомладенцем на коленях, а по сторонам — императоры Константин (справа), приносящий в дар город Константинополь, и Юстиниан (слева), приносящий Богородице собор Святой Софии. Сам сюжет, по мнению В. Н. Лазарева, был заимствован из античного искусства, поскольку известны монеты Смирны, Лесбоса и Филиппополя с изображением римских императоров стоящих с макетом храма перед изображением богини-покровительницы. По мнению искусствоведа В. Д. Лихачёвой, эта мозаика напоминает о ктиторских портретах Юстиниана и Феодоры в базилике Сан-Витале. Помещение на одной мозаике Константина и Юстиниана не находит аналогов в византийском искусстве. Андрей Грабар отмечает, что, возможно, мозаичист скопировал некий древний образец, так как императоры, хотя и изображены в парадных одеждах XI века, но не имеют бород, хотя они были в моде на момент создания мозаики.
Мозаику отличает попытка передать пространство — плоскость земли и перспектива в изображении трона придают ей глубину; также и сами фигуры обладают объёмом. Отмечают попытку создать на этой мозаике исторические портреты императоров. Академик В. Н. Лазарев пишет, что эта мозаика уступает другим примерам позднемакедонского искусства, а по сравнению с мозаикой вестибюля отличается использованием любимых при императорском дворе фиолетового, золотого и серебряного цветов. Также эту мозаику отличает, то что в отдельных её элементах линейно-узорная трактовка становится довлеющий техникой (например, кисти рук Богородицы и императоров расчерчены до запястий изогнутыми, но ничего не изображающими линиями).

### Мозаика Иисуса Христа, императора Константина и Зои

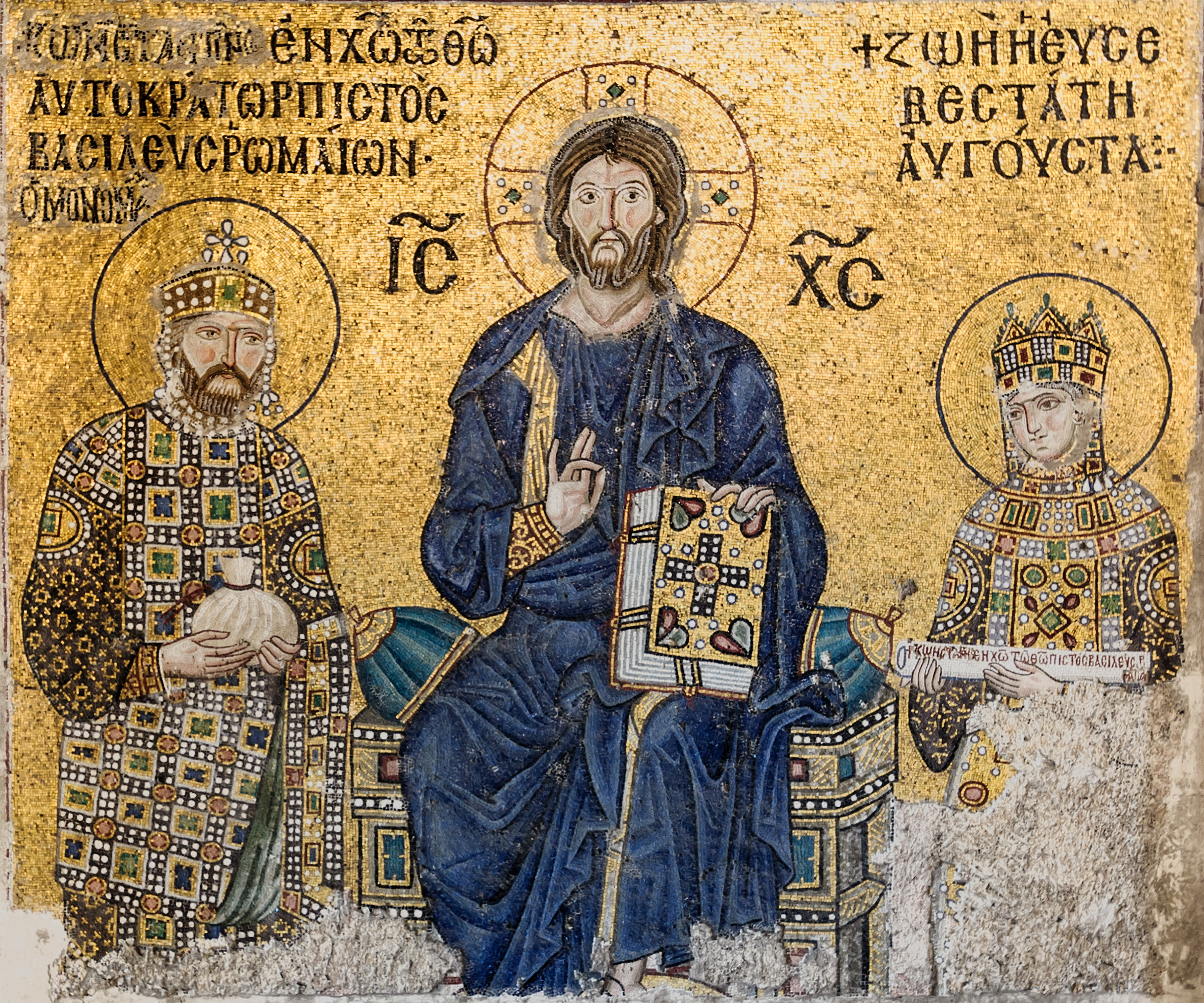
Мозаика Иисуса Христа с предстоящими императором Константином IX Мономахом и императрицей Зоей

Мозаика с изображением Иисуса Христа с предстоящими императором Константином IX Мономахом (1042—1055) и императрицей Зоей находится на восточной стене в верхней южной галерее собора. Мозаика является самым поздним произведением константинопольской монументальной живописи XI века и датируется 1028—1042 годами. На мозаике император Константин и императрица Зоя преподносят дары для Святой Софии. Император Константин преподносит мешочек с золотом, императрица Зоя — свиток, символизирующий пожертвования, которые она сделала церкви. Первоначально на мозаике были представлены Зоя и её второй муж Михаил IV Пафлагонец (1034—1041). Считается, что после изгнания Зои в апреле 1042 года новый император, Михаил V, приказал уничтожить её портрет. Зоя, вернувшись в этом же году в Константинополь и выйдя, в третий раз, замуж за Константина Мономаха, восстановила свой портрет, портрет же Михаила IV заменила портретом Константина Мономаха. Однако переделки коснулись лишь голов. Тогда же, около 1042 года, была заново выполнена голова Христа, по непонятным причинам ранее уничтоженная.
На мозаике Иисус Христос представлен в тёмно-синей одежде, благословляя правой рукой и держа Евангелие в левой руке. Императорская чета представлена в одежде, сияющей драгоценными камнями. Лики Константина и Зои идеализированы и имеют условные выражения мужественности и кротости соответственно.

### Мозаика Богородицы и Комнинов

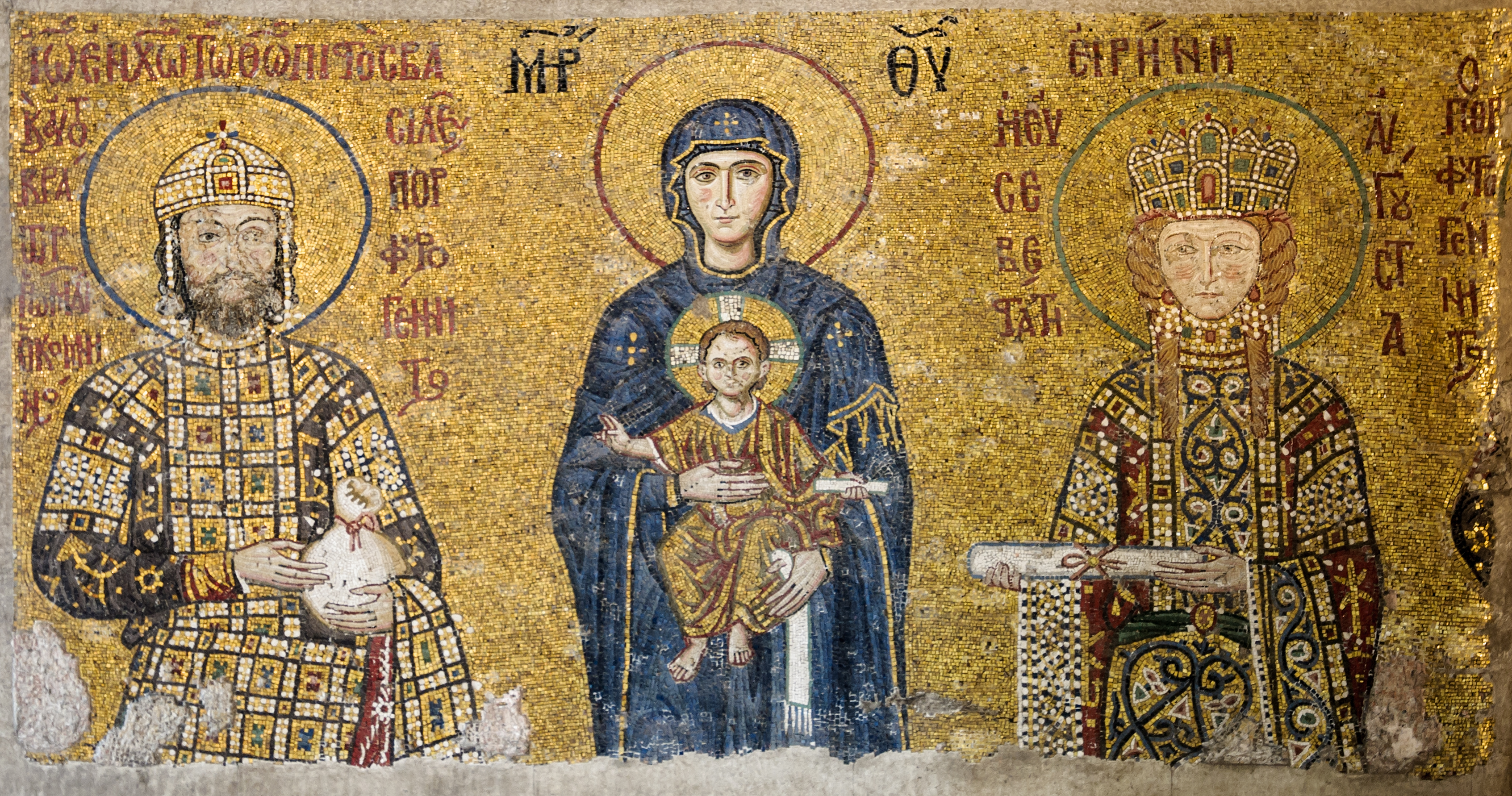
Мозаика Богородицы с предстоящими императором Иоанном II Комнином и императрицей Ириной

Мозаика с изображением Богородицы с предстоящими императором Иоанном II Комнином (1118—1143) и императрицей Ириной находится на восточной стене в верхней южной галерее собора, рядом с мозаикой Иисуса Христа с предстоящими императором Константином IX и императрицей Зоей. Мозаика датируется 1118 годом. Императорская чета облачена в роскошные, усыпанные драгоценными каменьями одеяния. Младенец Иисус Христос правой рукой благословляет, а в левой держит свиток. Император Иоанн держит в руках мешочек с золотом для церкви, императрица Ирина — пергаментный свиток, который символизирует пожертвования для церкви. В 1122 году, когда Иоанн объявил своего сына Алексея Комнина соправителем, на боковой грани прилегающего пилястра был добавлен портрет Алексея.
Лицо Богоматери выполнено с глубокой теневой проработкой и насыщенным цветом, лица Иоанна и Ирины выполнены в лёгкой графической манере. Лицо Алексея, задумчивое и строгое, имеет печать семейного сходства.

### Мозаика Деисус

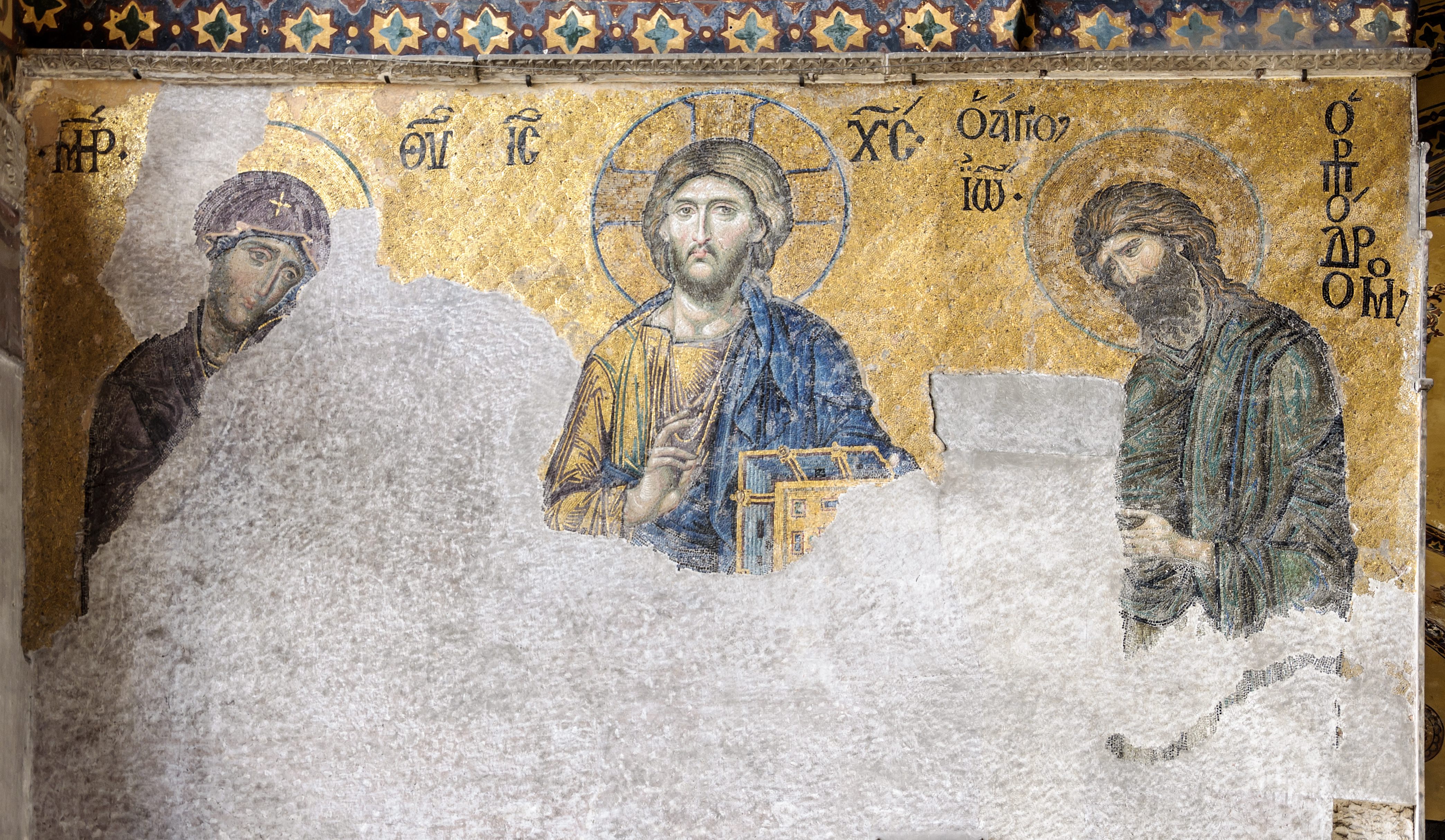
Мозаика Деисус

В верхней южной галерее на западной стене изображена мозаика Иисуса Христа с Богородицей и Иоанном Предтечей (Деисус). Мозаика датируется около 1261 годом. От первоначальной композиции сохранились лишь верхние части фигур. Образы Иисуса Христа, Богородицы и Иоанна Предтечи вызывают ассоциации с произведениями XII века, отличаются глубоко индивидуальной трактовкой. Ярко выраженные характеристики образов в сочетании с тончайшей разработкой цвета и приёмами свето-теневой моделировки являются признаками сложившегося палеологовского стиля. Академик В. Н. Лазарев так характеризовал мозаику:

Лица, полные глубочайшей духовности, обработаны с редкой тщательностью: легкие зеленоватые тени обладают удивительной прозрачностью, переходы от света к тени почти неуловимы, в наиболее освещенных частях широко используются розовые и белые кубики нежнейших оттенков.

### Мозаики парусов

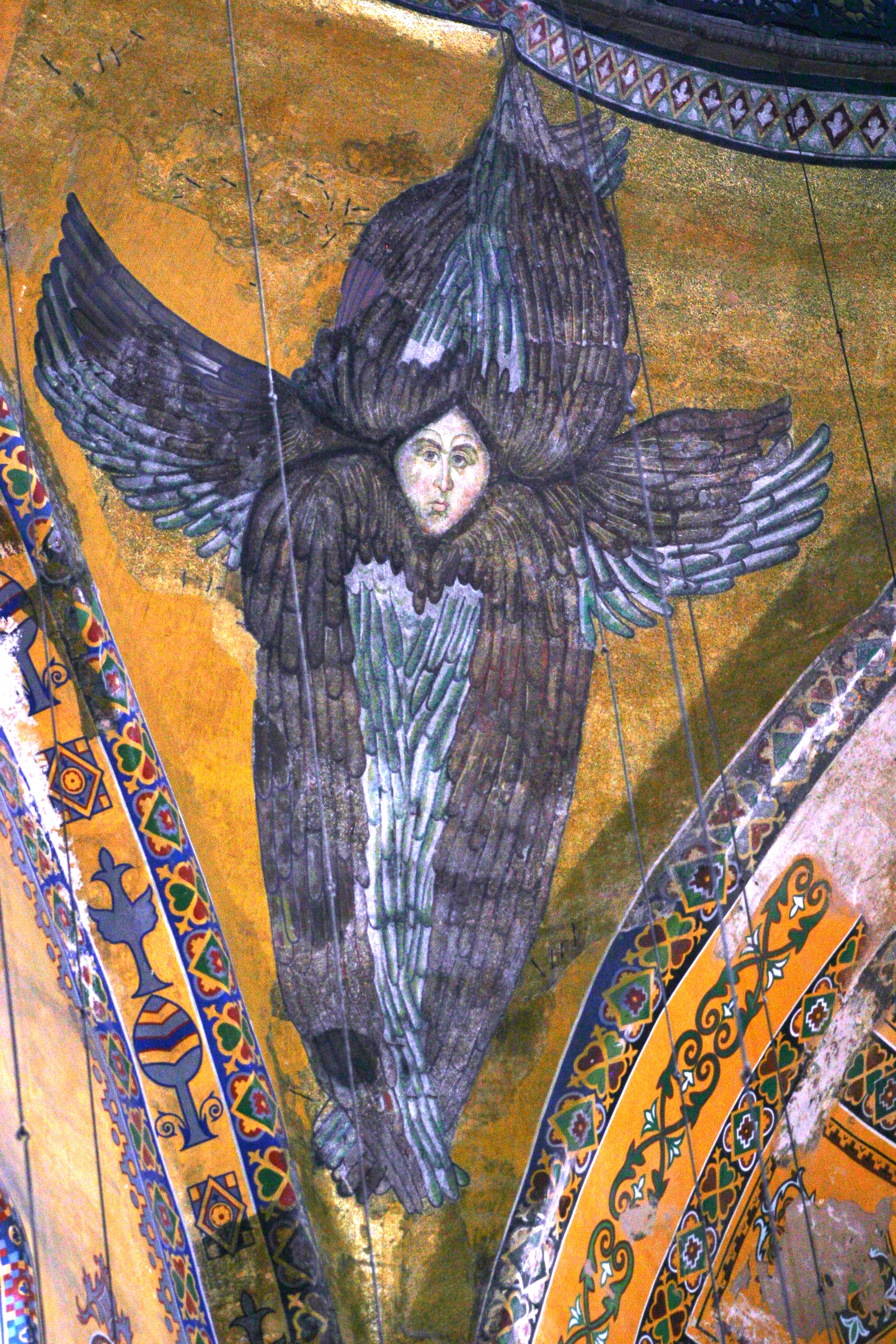
Мозаика серафима

На парусах собора были изображены четыре неодинаковые фигуры ангелов-серафимов. Ангелы, изображённые на восточных парусах, выполнены из мозаики, тогда как ангелы на западных парусах были повреждены ещё до 1453 года и были обновлены как фрески. Ангелы-серафимы на восточных парусах были выполнены в 1347 году.
В период Османской империи лики ангелов, изображённые на парусах, были закрыты металлическими крышками в форме звёзд. В 2009 году во время реконструкции мозаики были открыты.

## Исламские элементы архитектуры и убранства
После обращения собора Святой Софии в мечеть начались постепенные перестройки здания. Минареты Айя-Софии были возведены в различное время: первый кирпичный юго-восточный минарет построен при султане Фатихе Мехмеде, северо-восточный — в правление Баязида II, два минарета в западной части построил архитектор Синан при султанах Селиме II и Мураде III:58.
Мраморный резной минбар был построен в конце XVI века при султане Мураде III:59. При султане Махмуде I в 1739—1742 годах была проведена перестройка собора, в ходе которой в алтарной части появился михраб:28. Современный михраб относится к XIX веку и был отреставрирован архитектором Густавом Фоссати в 1847—1849 годах:58. По обеим сторонам михраба установлены бронзовые подсвечники, привезённые в 1526 году султаном Сулейманом Великолепным из Буды:29.
В апреле 2022 года при соборе отреставрировано и открыто медресе Фатиха, действовавшее в качестве медресе с 1453 года. C 1924 года помещение медресе использовалось в качестве дома для сирот.

Исламские элементы
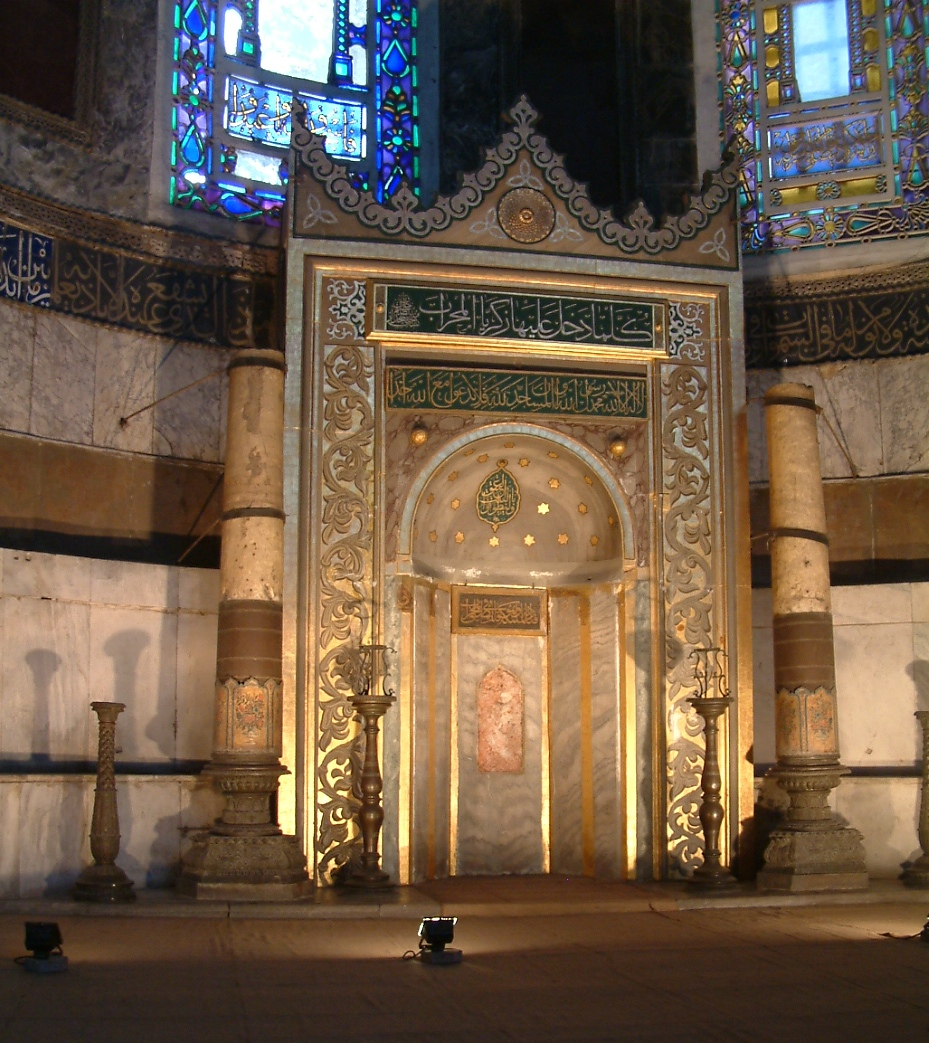
Михраб, расположенный в апсиде
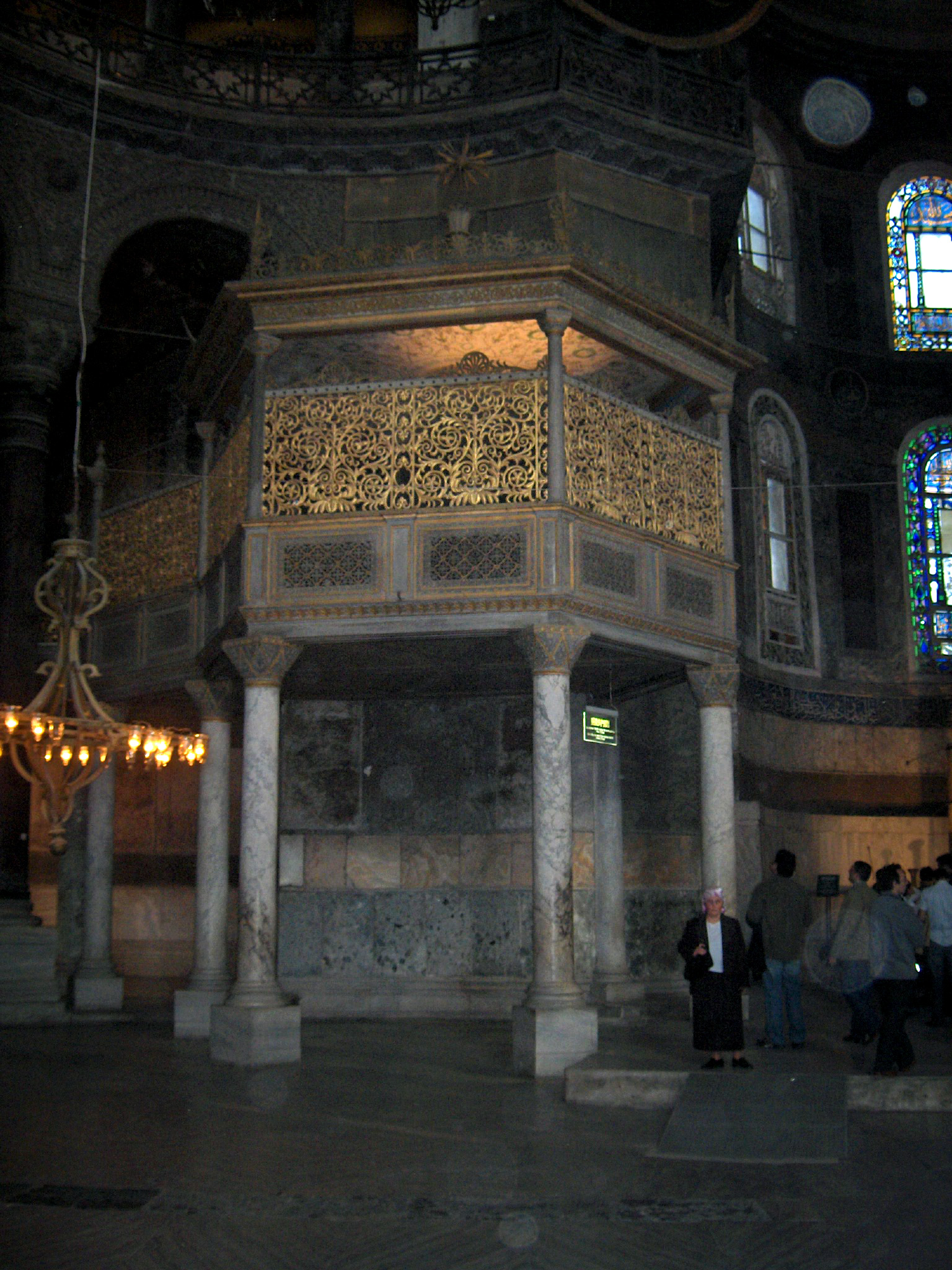
Ложа Султана, декорированная братьями Фоссати
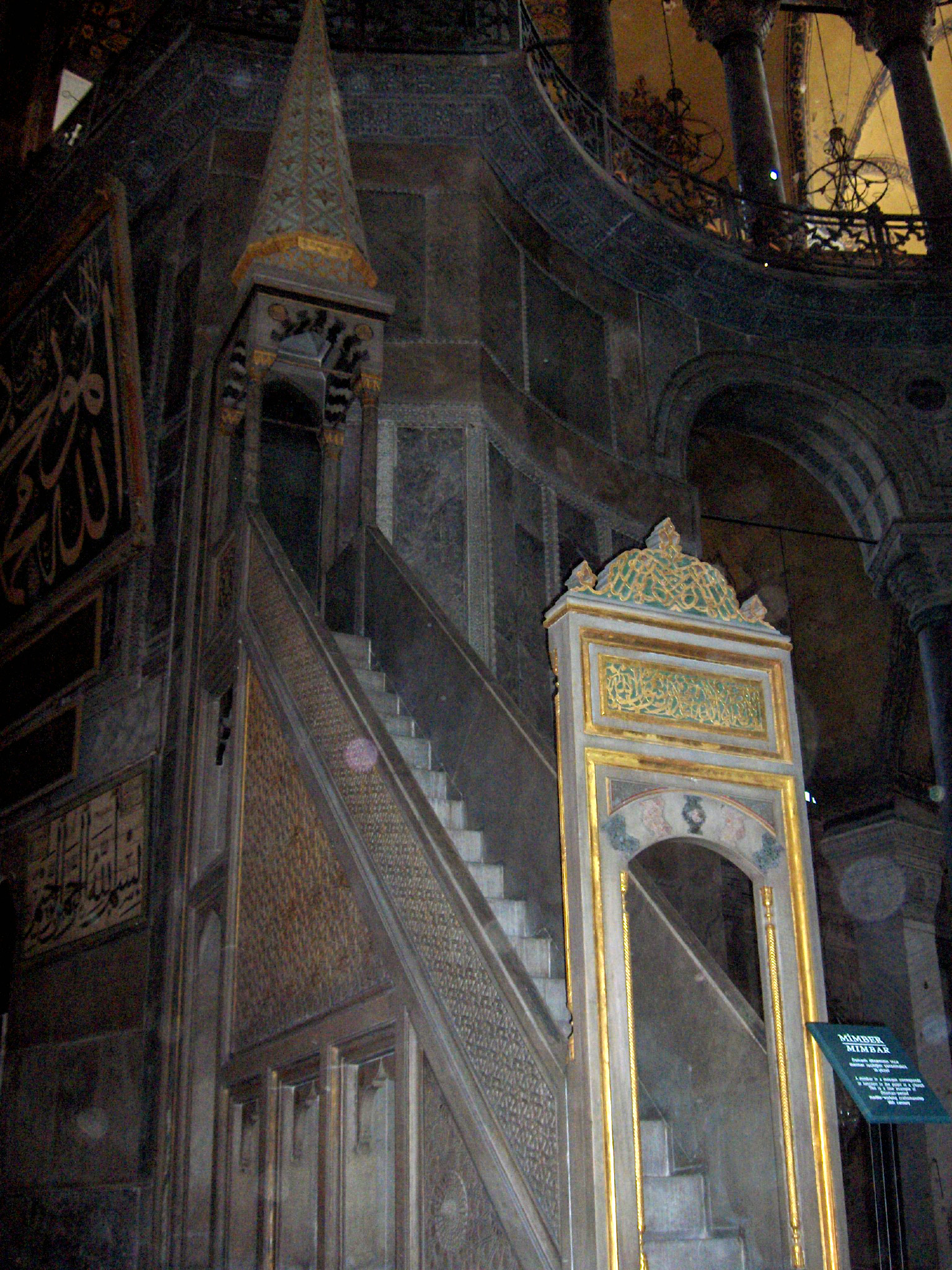
Минбар, откуда имам читает проповеди

## Славянские граффити
Практически все выявленные средневековые славянские надписи-граффити в Софии Константинопольской имеют восточнославянское происхождение и сделаны выходцами из Киевской Руси. Около половины надписей относится к домонгольской эпохе. Более 70 славянских надписей оставлены на стенах, колоннах и балюстрадах. Высок процент граффити, включающих указание на происхождение писавшего. Возможно, что одним из тех, кто оставил свой автограф в Софии Константинопольской, был новгородский иконописец, грек по происхождению, Олисей Гречин. Архаичное отчество в надписи Домки Безуевича (записанное с пропуском у) соотносится с именем автора граффито № 102 Софии Киевской, датируемого XI веком. Самое крупное скопление древнерусских надписей на широком подоконнике замурованного окна в восточной стене северной галереи содержит более 20 граффити, палеографически и лингвистически датируемых второй половиной XII века — началом XIII века. Четырнадцатистрочная надпись на северо-восточной колонне в западной части северной галерее сделана почерком конца XIV века — начала XV века.

## Рунические надписи

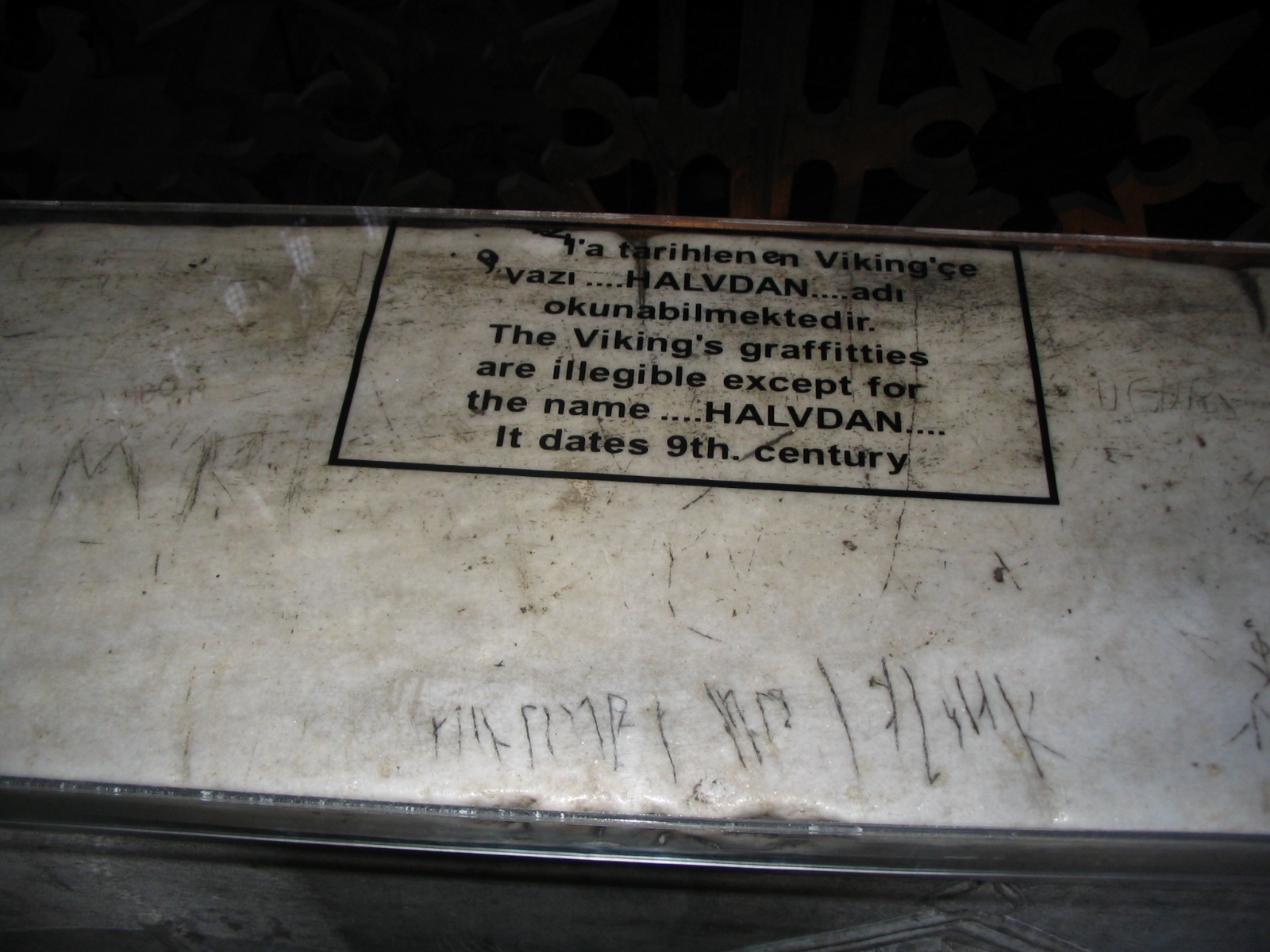
Одна из рунических надписей в соборе Святой Софии

На мраморных парапетах собора Святой Софии встречаются надписи скандинавскими рунами. Вероятно, они были нацарапаны воинами из варяжской гвардии императора Византии в Средние века. Первая из рунических надписей была открыта в 1964 году, затем был найден ещё ряд надписей. Предполагается возможность существования и других рунических надписей, но специальные изыскания подобного рода в соборе не проводились.